# Двойной шах
Двойной шах — это шах, при котором на короля противника нападают одновременно две фигуры или фигура и пешка. Обычно двойной шах получается так: первая фигура ставит шах и одновременно с этим открывает линию действия другой фигуре, которая тем самым объявляет второй шах. Из-за указанных свойств двойной шах особенно опасен. В двойном шахе не может участвовать король атакующей стороны, он не может быть объявлен двумя конями или слонами. От обычного шаха можно защититься тремя способами: уйти королём, побить нападающую фигуру другой фигурой или перекрыть линию нападения. Однако в случае двойного шаха есть только одно спасение — ход королём, при этом король иногда может сам побить только что ходившую фигуру.
Ранее двойной шах отмечался в шахматной нотации двумя плюсами (++). В настоящее время в нотации ФИДЕ двумя плюсами изредка отмечается именно мат (чаще всего — «решёткой»), а двойной шах отмечается как обычный шах (+).
|   | a | b | c | d | e | f | g | h |   |
| - | --- | --- | --- | --- | --- | --- | --- | --- | - |
| 8 | a8 чёрная ладья · f8 чёрная ладья · g8 чёрный король · b7 чёрная пешка · e7 чёрная пешка · h7 белая ладья · a6 чёрная пешка · g6 чёрная пешка · d5 белый конь · e5 чёрный ферзь · c4 белый ферзь · e4 белая пешка · a2 белая пешка · b2 белая пешка · c2 белая пешка · g2 белая пешка · b1 белый король · d1 чёрный конь | a8 чёрная ладья · f8 чёрная ладья · g8 чёрный король · b7 чёрная пешка · e7 чёрная пешка · h7 белая ладья · a6 чёрная пешка · g6 чёрная пешка · d5 белый конь · e5 чёрный ферзь · c4 белый ферзь · e4 белая пешка · a2 белая пешка · b2 белая пешка · c2 белая пешка · g2 белая пешка · b1 белый король · d1 чёрный конь | a8 чёрная ладья · f8 чёрная ладья · g8 чёрный король · b7 чёрная пешка · e7 чёрная пешка · h7 белая ладья · a6 чёрная пешка · g6 чёрная пешка · d5 белый конь · e5 чёрный ферзь · c4 белый ферзь · e4 белая пешка · a2 белая пешка · b2 белая пешка · c2 белая пешка · g2 белая пешка · b1 белый король · d1 чёрный конь | a8 чёрная ладья · f8 чёрная ладья · g8 чёрный король · b7 чёрная пешка · e7 чёрная пешка · h7 белая ладья · a6 чёрная пешка · g6 чёрная пешка · d5 белый конь · e5 чёрный ферзь · c4 белый ферзь · e4 белая пешка · a2 белая пешка · b2 белая пешка · c2 белая пешка · g2 белая пешка · b1 белый король · d1 чёрный конь | a8 чёрная ладья · f8 чёрная ладья · g8 чёрный король · b7 чёрная пешка · e7 чёрная пешка · h7 белая ладья · a6 чёрная пешка · g6 чёрная пешка · d5 белый конь · e5 чёрный ферзь · c4 белый ферзь · e4 белая пешка · a2 белая пешка · b2 белая пешка · c2 белая пешка · g2 белая пешка · b1 белый король · d1 чёрный конь | a8 чёрная ладья · f8 чёрная ладья · g8 чёрный король · b7 чёрная пешка · e7 чёрная пешка · h7 белая ладья · a6 чёрная пешка · g6 чёрная пешка · d5 белый конь · e5 чёрный ферзь · c4 белый ферзь · e4 белая пешка · a2 белая пешка · b2 белая пешка · c2 белая пешка · g2 белая пешка · b1 белый король · d1 чёрный конь | a8 чёрная ладья · f8 чёрная ладья · g8 чёрный король · b7 чёрная пешка · e7 чёрная пешка · h7 белая ладья · a6 чёрная пешка · g6 чёрная пешка · d5 белый конь · e5 чёрный ферзь · c4 белый ферзь · e4 белая пешка · a2 белая пешка · b2 белая пешка · c2 белая пешка · g2 белая пешка · b1 белый король · d1 чёрный конь | a8 чёрная ладья · f8 чёрная ладья · g8 чёрный король · b7 чёрная пешка · e7 чёрная пешка · h7 белая ладья · a6 чёрная пешка · g6 чёрная пешка · d5 белый конь · e5 чёрный ферзь · c4 белый ферзь · e4 белая пешка · a2 белая пешка · b2 белая пешка · c2 белая пешка · g2 белая пешка · b1 белый король · d1 чёрный конь | 8 |
| 7 | a8 чёрная ладья · f8 чёрная ладья · g8 чёрный король · b7 чёрная пешка · e7 чёрная пешка · h7 белая ладья · a6 чёрная пешка · g6 чёрная пешка · d5 белый конь · e5 чёрный ферзь · c4 белый ферзь · e4 белая пешка · a2 белая пешка · b2 белая пешка · c2 белая пешка · g2 белая пешка · b1 белый король · d1 чёрный конь | a8 чёрная ладья · f8 чёрная ладья · g8 чёрный король · b7 чёрная пешка · e7 чёрная пешка · h7 белая ладья · a6 чёрная пешка · g6 чёрная пешка · d5 белый конь · e5 чёрный ферзь · c4 белый ферзь · e4 белая пешка · a2 белая пешка · b2 белая пешка · c2 белая пешка · g2 белая пешка · b1 белый король · d1 чёрный конь | a8 чёрная ладья · f8 чёрная ладья · g8 чёрный король · b7 чёрная пешка · e7 чёрная пешка · h7 белая ладья · a6 чёрная пешка · g6 чёрная пешка · d5 белый конь · e5 чёрный ферзь · c4 белый ферзь · e4 белая пешка · a2 белая пешка · b2 белая пешка · c2 белая пешка · g2 белая пешка · b1 белый король · d1 чёрный конь | a8 чёрная ладья · f8 чёрная ладья · g8 чёрный король · b7 чёрная пешка · e7 чёрная пешка · h7 белая ладья · a6 чёрная пешка · g6 чёрная пешка · d5 белый конь · e5 чёрный ферзь · c4 белый ферзь · e4 белая пешка · a2 белая пешка · b2 белая пешка · c2 белая пешка · g2 белая пешка · b1 белый король · d1 чёрный конь | a8 чёрная ладья · f8 чёрная ладья · g8 чёрный король · b7 чёрная пешка · e7 чёрная пешка · h7 белая ладья · a6 чёрная пешка · g6 чёрная пешка · d5 белый конь · e5 чёрный ферзь · c4 белый ферзь · e4 белая пешка · a2 белая пешка · b2 белая пешка · c2 белая пешка · g2 белая пешка · b1 белый король · d1 чёрный конь | a8 чёрная ладья · f8 чёрная ладья · g8 чёрный король · b7 чёрная пешка · e7 чёрная пешка · h7 белая ладья · a6 чёрная пешка · g6 чёрная пешка · d5 белый конь · e5 чёрный ферзь · c4 белый ферзь · e4 белая пешка · a2 белая пешка · b2 белая пешка · c2 белая пешка · g2 белая пешка · b1 белый король · d1 чёрный конь | a8 чёрная ладья · f8 чёрная ладья · g8 чёрный король · b7 чёрная пешка · e7 чёрная пешка · h7 белая ладья · a6 чёрная пешка · g6 чёрная пешка · d5 белый конь · e5 чёрный ферзь · c4 белый ферзь · e4 белая пешка · a2 белая пешка · b2 белая пешка · c2 белая пешка · g2 белая пешка · b1 белый король · d1 чёрный конь | a8 чёрная ладья · f8 чёрная ладья · g8 чёрный король · b7 чёрная пешка · e7 чёрная пешка · h7 белая ладья · a6 чёрная пешка · g6 чёрная пешка · d5 белый конь · e5 чёрный ферзь · c4 белый ферзь · e4 белая пешка · a2 белая пешка · b2 белая пешка · c2 белая пешка · g2 белая пешка · b1 белый король · d1 чёрный конь | 7 |
| 6 | a8 чёрная ладья · f8 чёрная ладья · g8 чёрный король · b7 чёрная пешка · e7 чёрная пешка · h7 белая ладья · a6 чёрная пешка · g6 чёрная пешка · d5 белый конь · e5 чёрный ферзь · c4 белый ферзь · e4 белая пешка · a2 белая пешка · b2 белая пешка · c2 белая пешка · g2 белая пешка · b1 белый король · d1 чёрный конь | a8 чёрная ладья · f8 чёрная ладья · g8 чёрный король · b7 чёрная пешка · e7 чёрная пешка · h7 белая ладья · a6 чёрная пешка · g6 чёрная пешка · d5 белый конь · e5 чёрный ферзь · c4 белый ферзь · e4 белая пешка · a2 белая пешка · b2 белая пешка · c2 белая пешка · g2 белая пешка · b1 белый король · d1 чёрный конь | a8 чёрная ладья · f8 чёрная ладья · g8 чёрный король · b7 чёрная пешка · e7 чёрная пешка · h7 белая ладья · a6 чёрная пешка · g6 чёрная пешка · d5 белый конь · e5 чёрный ферзь · c4 белый ферзь · e4 белая пешка · a2 белая пешка · b2 белая пешка · c2 белая пешка · g2 белая пешка · b1 белый король · d1 чёрный конь | a8 чёрная ладья · f8 чёрная ладья · g8 чёрный король · b7 чёрная пешка · e7 чёрная пешка · h7 белая ладья · a6 чёрная пешка · g6 чёрная пешка · d5 белый конь · e5 чёрный ферзь · c4 белый ферзь · e4 белая пешка · a2 белая пешка · b2 белая пешка · c2 белая пешка · g2 белая пешка · b1 белый король · d1 чёрный конь | a8 чёрная ладья · f8 чёрная ладья · g8 чёрный король · b7 чёрная пешка · e7 чёрная пешка · h7 белая ладья · a6 чёрная пешка · g6 чёрная пешка · d5 белый конь · e5 чёрный ферзь · c4 белый ферзь · e4 белая пешка · a2 белая пешка · b2 белая пешка · c2 белая пешка · g2 белая пешка · b1 белый король · d1 чёрный конь | a8 чёрная ладья · f8 чёрная ладья · g8 чёрный король · b7 чёрная пешка · e7 чёрная пешка · h7 белая ладья · a6 чёрная пешка · g6 чёрная пешка · d5 белый конь · e5 чёрный ферзь · c4 белый ферзь · e4 белая пешка · a2 белая пешка · b2 белая пешка · c2 белая пешка · g2 белая пешка · b1 белый король · d1 чёрный конь | a8 чёрная ладья · f8 чёрная ладья · g8 чёрный король · b7 чёрная пешка · e7 чёрная пешка · h7 белая ладья · a6 чёрная пешка · g6 чёрная пешка · d5 белый конь · e5 чёрный ферзь · c4 белый ферзь · e4 белая пешка · a2 белая пешка · b2 белая пешка · c2 белая пешка · g2 белая пешка · b1 белый король · d1 чёрный конь | a8 чёрная ладья · f8 чёрная ладья · g8 чёрный король · b7 чёрная пешка · e7 чёрная пешка · h7 белая ладья · a6 чёрная пешка · g6 чёрная пешка · d5 белый конь · e5 чёрный ферзь · c4 белый ферзь · e4 белая пешка · a2 белая пешка · b2 белая пешка · c2 белая пешка · g2 белая пешка · b1 белый король · d1 чёрный конь | 6 |
| 5 | a8 чёрная ладья · f8 чёрная ладья · g8 чёрный король · b7 чёрная пешка · e7 чёрная пешка · h7 белая ладья · a6 чёрная пешка · g6 чёрная пешка · d5 белый конь · e5 чёрный ферзь · c4 белый ферзь · e4 белая пешка · a2 белая пешка · b2 белая пешка · c2 белая пешка · g2 белая пешка · b1 белый король · d1 чёрный конь | a8 чёрная ладья · f8 чёрная ладья · g8 чёрный король · b7 чёрная пешка · e7 чёрная пешка · h7 белая ладья · a6 чёрная пешка · g6 чёрная пешка · d5 белый конь · e5 чёрный ферзь · c4 белый ферзь · e4 белая пешка · a2 белая пешка · b2 белая пешка · c2 белая пешка · g2 белая пешка · b1 белый король · d1 чёрный конь | a8 чёрная ладья · f8 чёрная ладья · g8 чёрный король · b7 чёрная пешка · e7 чёрная пешка · h7 белая ладья · a6 чёрная пешка · g6 чёрная пешка · d5 белый конь · e5 чёрный ферзь · c4 белый ферзь · e4 белая пешка · a2 белая пешка · b2 белая пешка · c2 белая пешка · g2 белая пешка · b1 белый король · d1 чёрный конь | a8 чёрная ладья · f8 чёрная ладья · g8 чёрный король · b7 чёрная пешка · e7 чёрная пешка · h7 белая ладья · a6 чёрная пешка · g6 чёрная пешка · d5 белый конь · e5 чёрный ферзь · c4 белый ферзь · e4 белая пешка · a2 белая пешка · b2 белая пешка · c2 белая пешка · g2 белая пешка · b1 белый король · d1 чёрный конь | a8 чёрная ладья · f8 чёрная ладья · g8 чёрный король · b7 чёрная пешка · e7 чёрная пешка · h7 белая ладья · a6 чёрная пешка · g6 чёрная пешка · d5 белый конь · e5 чёрный ферзь · c4 белый ферзь · e4 белая пешка · a2 белая пешка · b2 белая пешка · c2 белая пешка · g2 белая пешка · b1 белый король · d1 чёрный конь | a8 чёрная ладья · f8 чёрная ладья · g8 чёрный король · b7 чёрная пешка · e7 чёрная пешка · h7 белая ладья · a6 чёрная пешка · g6 чёрная пешка · d5 белый конь · e5 чёрный ферзь · c4 белый ферзь · e4 белая пешка · a2 белая пешка · b2 белая пешка · c2 белая пешка · g2 белая пешка · b1 белый король · d1 чёрный конь | a8 чёрная ладья · f8 чёрная ладья · g8 чёрный король · b7 чёрная пешка · e7 чёрная пешка · h7 белая ладья · a6 чёрная пешка · g6 чёрная пешка · d5 белый конь · e5 чёрный ферзь · c4 белый ферзь · e4 белая пешка · a2 белая пешка · b2 белая пешка · c2 белая пешка · g2 белая пешка · b1 белый король · d1 чёрный конь | a8 чёрная ладья · f8 чёрная ладья · g8 чёрный король · b7 чёрная пешка · e7 чёрная пешка · h7 белая ладья · a6 чёрная пешка · g6 чёрная пешка · d5 белый конь · e5 чёрный ферзь · c4 белый ферзь · e4 белая пешка · a2 белая пешка · b2 белая пешка · c2 белая пешка · g2 белая пешка · b1 белый король · d1 чёрный конь | 5 |
| 4 | a8 чёрная ладья · f8 чёрная ладья · g8 чёрный король · b7 чёрная пешка · e7 чёрная пешка · h7 белая ладья · a6 чёрная пешка · g6 чёрная пешка · d5 белый конь · e5 чёрный ферзь · c4 белый ферзь · e4 белая пешка · a2 белая пешка · b2 белая пешка · c2 белая пешка · g2 белая пешка · b1 белый король · d1 чёрный конь | a8 чёрная ладья · f8 чёрная ладья · g8 чёрный король · b7 чёрная пешка · e7 чёрная пешка · h7 белая ладья · a6 чёрная пешка · g6 чёрная пешка · d5 белый конь · e5 чёрный ферзь · c4 белый ферзь · e4 белая пешка · a2 белая пешка · b2 белая пешка · c2 белая пешка · g2 белая пешка · b1 белый король · d1 чёрный конь | a8 чёрная ладья · f8 чёрная ладья · g8 чёрный король · b7 чёрная пешка · e7 чёрная пешка · h7 белая ладья · a6 чёрная пешка · g6 чёрная пешка · d5 белый конь · e5 чёрный ферзь · c4 белый ферзь · e4 белая пешка · a2 белая пешка · b2 белая пешка · c2 белая пешка · g2 белая пешка · b1 белый король · d1 чёрный конь | a8 чёрная ладья · f8 чёрная ладья · g8 чёрный король · b7 чёрная пешка · e7 чёрная пешка · h7 белая ладья · a6 чёрная пешка · g6 чёрная пешка · d5 белый конь · e5 чёрный ферзь · c4 белый ферзь · e4 белая пешка · a2 белая пешка · b2 белая пешка · c2 белая пешка · g2 белая пешка · b1 белый король · d1 чёрный конь | a8 чёрная ладья · f8 чёрная ладья · g8 чёрный король · b7 чёрная пешка · e7 чёрная пешка · h7 белая ладья · a6 чёрная пешка · g6 чёрная пешка · d5 белый конь · e5 чёрный ферзь · c4 белый ферзь · e4 белая пешка · a2 белая пешка · b2 белая пешка · c2 белая пешка · g2 белая пешка · b1 белый король · d1 чёрный конь | a8 чёрная ладья · f8 чёрная ладья · g8 чёрный король · b7 чёрная пешка · e7 чёрная пешка · h7 белая ладья · a6 чёрная пешка · g6 чёрная пешка · d5 белый конь · e5 чёрный ферзь · c4 белый ферзь · e4 белая пешка · a2 белая пешка · b2 белая пешка · c2 белая пешка · g2 белая пешка · b1 белый король · d1 чёрный конь | a8 чёрная ладья · f8 чёрная ладья · g8 чёрный король · b7 чёрная пешка · e7 чёрная пешка · h7 белая ладья · a6 чёрная пешка · g6 чёрная пешка · d5 белый конь · e5 чёрный ферзь · c4 белый ферзь · e4 белая пешка · a2 белая пешка · b2 белая пешка · c2 белая пешка · g2 белая пешка · b1 белый король · d1 чёрный конь | a8 чёрная ладья · f8 чёрная ладья · g8 чёрный король · b7 чёрная пешка · e7 чёрная пешка · h7 белая ладья · a6 чёрная пешка · g6 чёрная пешка · d5 белый конь · e5 чёрный ферзь · c4 белый ферзь · e4 белая пешка · a2 белая пешка · b2 белая пешка · c2 белая пешка · g2 белая пешка · b1 белый король · d1 чёрный конь | 4 |
| 3 | a8 чёрная ладья · f8 чёрная ладья · g8 чёрный король · b7 чёрная пешка · e7 чёрная пешка · h7 белая ладья · a6 чёрная пешка · g6 чёрная пешка · d5 белый конь · e5 чёрный ферзь · c4 белый ферзь · e4 белая пешка · a2 белая пешка · b2 белая пешка · c2 белая пешка · g2 белая пешка · b1 белый король · d1 чёрный конь | a8 чёрная ладья · f8 чёрная ладья · g8 чёрный король · b7 чёрная пешка · e7 чёрная пешка · h7 белая ладья · a6 чёрная пешка · g6 чёрная пешка · d5 белый конь · e5 чёрный ферзь · c4 белый ферзь · e4 белая пешка · a2 белая пешка · b2 белая пешка · c2 белая пешка · g2 белая пешка · b1 белый король · d1 чёрный конь | a8 чёрная ладья · f8 чёрная ладья · g8 чёрный король · b7 чёрная пешка · e7 чёрная пешка · h7 белая ладья · a6 чёрная пешка · g6 чёрная пешка · d5 белый конь · e5 чёрный ферзь · c4 белый ферзь · e4 белая пешка · a2 белая пешка · b2 белая пешка · c2 белая пешка · g2 белая пешка · b1 белый король · d1 чёрный конь | a8 чёрная ладья · f8 чёрная ладья · g8 чёрный король · b7 чёрная пешка · e7 чёрная пешка · h7 белая ладья · a6 чёрная пешка · g6 чёрная пешка · d5 белый конь · e5 чёрный ферзь · c4 белый ферзь · e4 белая пешка · a2 белая пешка · b2 белая пешка · c2 белая пешка · g2 белая пешка · b1 белый король · d1 чёрный конь | a8 чёрная ладья · f8 чёрная ладья · g8 чёрный король · b7 чёрная пешка · e7 чёрная пешка · h7 белая ладья · a6 чёрная пешка · g6 чёрная пешка · d5 белый конь · e5 чёрный ферзь · c4 белый ферзь · e4 белая пешка · a2 белая пешка · b2 белая пешка · c2 белая пешка · g2 белая пешка · b1 белый король · d1 чёрный конь | a8 чёрная ладья · f8 чёрная ладья · g8 чёрный король · b7 чёрная пешка · e7 чёрная пешка · h7 белая ладья · a6 чёрная пешка · g6 чёрная пешка · d5 белый конь · e5 чёрный ферзь · c4 белый ферзь · e4 белая пешка · a2 белая пешка · b2 белая пешка · c2 белая пешка · g2 белая пешка · b1 белый король · d1 чёрный конь | a8 чёрная ладья · f8 чёрная ладья · g8 чёрный король · b7 чёрная пешка · e7 чёрная пешка · h7 белая ладья · a6 чёрная пешка · g6 чёрная пешка · d5 белый конь · e5 чёрный ферзь · c4 белый ферзь · e4 белая пешка · a2 белая пешка · b2 белая пешка · c2 белая пешка · g2 белая пешка · b1 белый король · d1 чёрный конь | a8 чёрная ладья · f8 чёрная ладья · g8 чёрный король · b7 чёрная пешка · e7 чёрная пешка · h7 белая ладья · a6 чёрная пешка · g6 чёрная пешка · d5 белый конь · e5 чёрный ферзь · c4 белый ферзь · e4 белая пешка · a2 белая пешка · b2 белая пешка · c2 белая пешка · g2 белая пешка · b1 белый король · d1 чёрный конь | 3 |
| 2 | a8 чёрная ладья · f8 чёрная ладья · g8 чёрный король · b7 чёрная пешка · e7 чёрная пешка · h7 белая ладья · a6 чёрная пешка · g6 чёрная пешка · d5 белый конь · e5 чёрный ферзь · c4 белый ферзь · e4 белая пешка · a2 белая пешка · b2 белая пешка · c2 белая пешка · g2 белая пешка · b1 белый король · d1 чёрный конь | a8 чёрная ладья · f8 чёрная ладья · g8 чёрный король · b7 чёрная пешка · e7 чёрная пешка · h7 белая ладья · a6 чёрная пешка · g6 чёрная пешка · d5 белый конь · e5 чёрный ферзь · c4 белый ферзь · e4 белая пешка · a2 белая пешка · b2 белая пешка · c2 белая пешка · g2 белая пешка · b1 белый король · d1 чёрный конь | a8 чёрная ладья · f8 чёрная ладья · g8 чёрный король · b7 чёрная пешка · e7 чёрная пешка · h7 белая ладья · a6 чёрная пешка · g6 чёрная пешка · d5 белый конь · e5 чёрный ферзь · c4 белый ферзь · e4 белая пешка · a2 белая пешка · b2 белая пешка · c2 белая пешка · g2 белая пешка · b1 белый король · d1 чёрный конь | a8 чёрная ладья · f8 чёрная ладья · g8 чёрный король · b7 чёрная пешка · e7 чёрная пешка · h7 белая ладья · a6 чёрная пешка · g6 чёрная пешка · d5 белый конь · e5 чёрный ферзь · c4 белый ферзь · e4 белая пешка · a2 белая пешка · b2 белая пешка · c2 белая пешка · g2 белая пешка · b1 белый король · d1 чёрный конь | a8 чёрная ладья · f8 чёрная ладья · g8 чёрный король · b7 чёрная пешка · e7 чёрная пешка · h7 белая ладья · a6 чёрная пешка · g6 чёрная пешка · d5 белый конь · e5 чёрный ферзь · c4 белый ферзь · e4 белая пешка · a2 белая пешка · b2 белая пешка · c2 белая пешка · g2 белая пешка · b1 белый король · d1 чёрный конь | a8 чёрная ладья · f8 чёрная ладья · g8 чёрный король · b7 чёрная пешка · e7 чёрная пешка · h7 белая ладья · a6 чёрная пешка · g6 чёрная пешка · d5 белый конь · e5 чёрный ферзь · c4 белый ферзь · e4 белая пешка · a2 белая пешка · b2 белая пешка · c2 белая пешка · g2 белая пешка · b1 белый король · d1 чёрный конь | a8 чёрная ладья · f8 чёрная ладья · g8 чёрный король · b7 чёрная пешка · e7 чёрная пешка · h7 белая ладья · a6 чёрная пешка · g6 чёрная пешка · d5 белый конь · e5 чёрный ферзь · c4 белый ферзь · e4 белая пешка · a2 белая пешка · b2 белая пешка · c2 белая пешка · g2 белая пешка · b1 белый король · d1 чёрный конь | a8 чёрная ладья · f8 чёрная ладья · g8 чёрный король · b7 чёрная пешка · e7 чёрная пешка · h7 белая ладья · a6 чёрная пешка · g6 чёрная пешка · d5 белый конь · e5 чёрный ферзь · c4 белый ферзь · e4 белая пешка · a2 белая пешка · b2 белая пешка · c2 белая пешка · g2 белая пешка · b1 белый король · d1 чёрный конь | 2 |
| 1 | a8 чёрная ладья · f8 чёрная ладья · g8 чёрный король · b7 чёрная пешка · e7 чёрная пешка · h7 белая ладья · a6 чёрная пешка · g6 чёрная пешка · d5 белый конь · e5 чёрный ферзь · c4 белый ферзь · e4 белая пешка · a2 белая пешка · b2 белая пешка · c2 белая пешка · g2 белая пешка · b1 белый король · d1 чёрный конь | a8 чёрная ладья · f8 чёрная ладья · g8 чёрный король · b7 чёрная пешка · e7 чёрная пешка · h7 белая ладья · a6 чёрная пешка · g6 чёрная пешка · d5 белый конь · e5 чёрный ферзь · c4 белый ферзь · e4 белая пешка · a2 белая пешка · b2 белая пешка · c2 белая пешка · g2 белая пешка · b1 белый король · d1 чёрный конь | a8 чёрная ладья · f8 чёрная ладья · g8 чёрный король · b7 чёрная пешка · e7 чёрная пешка · h7 белая ладья · a6 чёрная пешка · g6 чёрная пешка · d5 белый конь · e5 чёрный ферзь · c4 белый ферзь · e4 белая пешка · a2 белая пешка · b2 белая пешка · c2 белая пешка · g2 белая пешка · b1 белый король · d1 чёрный конь | a8 чёрная ладья · f8 чёрная ладья · g8 чёрный король · b7 чёрная пешка · e7 чёрная пешка · h7 белая ладья · a6 чёрная пешка · g6 чёрная пешка · d5 белый конь · e5 чёрный ферзь · c4 белый ферзь · e4 белая пешка · a2 белая пешка · b2 белая пешка · c2 белая пешка · g2 белая пешка · b1 белый король · d1 чёрный конь | a8 чёрная ладья · f8 чёрная ладья · g8 чёрный король · b7 чёрная пешка · e7 чёрная пешка · h7 белая ладья · a6 чёрная пешка · g6 чёрная пешка · d5 белый конь · e5 чёрный ферзь · c4 белый ферзь · e4 белая пешка · a2 белая пешка · b2 белая пешка · c2 белая пешка · g2 белая пешка · b1 белый король · d1 чёрный конь | a8 чёрная ладья · f8 чёрная ладья · g8 чёрный король · b7 чёрная пешка · e7 чёрная пешка · h7 белая ладья · a6 чёрная пешка · g6 чёрная пешка · d5 белый конь · e5 чёрный ферзь · c4 белый ферзь · e4 белая пешка · a2 белая пешка · b2 белая пешка · c2 белая пешка · g2 белая пешка · b1 белый король · d1 чёрный конь | a8 чёрная ладья · f8 чёрная ладья · g8 чёрный король · b7 чёрная пешка · e7 чёрная пешка · h7 белая ладья · a6 чёрная пешка · g6 чёрная пешка · d5 белый конь · e5 чёрный ферзь · c4 белый ферзь · e4 белая пешка · a2 белая пешка · b2 белая пешка · c2 белая пешка · g2 белая пешка · b1 белый король · d1 чёрный конь | a8 чёрная ладья · f8 чёрная ладья · g8 чёрный король · b7 чёрная пешка · e7 чёрная пешка · h7 белая ладья · a6 чёрная пешка · g6 чёрная пешка · d5 белый конь · e5 чёрный ферзь · c4 белый ферзь · e4 белая пешка · a2 белая пешка · b2 белая пешка · c2 белая пешка · g2 белая пешка · b1 белый король · d1 чёрный конь | 1 |
|   | a | b | c | d | e | f | g | h |   |

Двойной шах после хода пешки возможен:
1. Если она берёт фигуру или пешку противника с шахом, при этом открывая вертикальную линию со вторым шахом от ладьи или ферзя.
2. При взятии пешки противника на проходе. В этом случае возможен не только шах одновременно от берущей пешки и фигуры, но и двойной шах двумя фигурами (в последнем случае взятие на проходе открывает сразу две линии — вертикальную и диагональную). Последний случай является единственным возможным вариантом «двойного вскрытого шаха», то есть когда двойной шах может поставить фигура, которая сама не атакует короля (при этом иногда король может и защититься от шаха взятием этой же фигуры).
3. После превращения пешки в фигуру (в любую, но обязательно с шахом), и при этом открывая линию для шаха от другой своей фигуры (ферзя, ладьи, слона). В этом случае возможен двойной шах сразу двумя ладьями — пешка забирает фигуру, стоящую на последней горизонтали, и превращается в ладью (с шахом), открывая своим сдвигом второй шах от другой ладьи.

На первой диаграмме приведён пример мата двойным шахом: конь ставит шах и одновременно открывает диагональ ферзю, который также ставит шах. Несмотря на то, что белый конь трижды атакован, у чёрных нет полей для отступления их короля: ладья на h7 защищена конём, все свободные для чёрного короля поля контролирует белая ладья, а шах ферзём делает взятие чёрной ладьёй коня на f6 невозможным. При этом другой вариант двойного шаха — Ke7 — оставляет белым проигранную позицию ввиду хода Кр:h7.
|   | a | b | c | d | e | f | g | h |   |
| - | --- | --- | --- | --- | --- | --- | --- | --- | - |
| 8 | a8 чёрная ладья · c8 чёрный слон · e8 чёрный ферзь · g8 чёрный король · h8 чёрная ладья · a7 чёрная пешка · b7 чёрная пешка · c7 белый конь · d7 чёрный конь · g7 чёрная пешка · h7 чёрная пешка · f6 чёрный конь · b4 чёрный слон · d4 белая пешка · a2 белая пешка · b2 белая пешка · c2 белая пешка · f2 белая пешка · g2 белая пешка · h2 белая пешка · a1 белая ладья · c1 белый слон · d1 белый ферзь · e1 белый король · f1 белый слон · h1 белая ладья | a8 чёрная ладья · c8 чёрный слон · e8 чёрный ферзь · g8 чёрный король · h8 чёрная ладья · a7 чёрная пешка · b7 чёрная пешка · c7 белый конь · d7 чёрный конь · g7 чёрная пешка · h7 чёрная пешка · f6 чёрный конь · b4 чёрный слон · d4 белая пешка · a2 белая пешка · b2 белая пешка · c2 белая пешка · f2 белая пешка · g2 белая пешка · h2 белая пешка · a1 белая ладья · c1 белый слон · d1 белый ферзь · e1 белый король · f1 белый слон · h1 белая ладья | a8 чёрная ладья · c8 чёрный слон · e8 чёрный ферзь · g8 чёрный король · h8 чёрная ладья · a7 чёрная пешка · b7 чёрная пешка · c7 белый конь · d7 чёрный конь · g7 чёрная пешка · h7 чёрная пешка · f6 чёрный конь · b4 чёрный слон · d4 белая пешка · a2 белая пешка · b2 белая пешка · c2 белая пешка · f2 белая пешка · g2 белая пешка · h2 белая пешка · a1 белая ладья · c1 белый слон · d1 белый ферзь · e1 белый король · f1 белый слон · h1 белая ладья | a8 чёрная ладья · c8 чёрный слон · e8 чёрный ферзь · g8 чёрный король · h8 чёрная ладья · a7 чёрная пешка · b7 чёрная пешка · c7 белый конь · d7 чёрный конь · g7 чёрная пешка · h7 чёрная пешка · f6 чёрный конь · b4 чёрный слон · d4 белая пешка · a2 белая пешка · b2 белая пешка · c2 белая пешка · f2 белая пешка · g2 белая пешка · h2 белая пешка · a1 белая ладья · c1 белый слон · d1 белый ферзь · e1 белый король · f1 белый слон · h1 белая ладья | a8 чёрная ладья · c8 чёрный слон · e8 чёрный ферзь · g8 чёрный король · h8 чёрная ладья · a7 чёрная пешка · b7 чёрная пешка · c7 белый конь · d7 чёрный конь · g7 чёрная пешка · h7 чёрная пешка · f6 чёрный конь · b4 чёрный слон · d4 белая пешка · a2 белая пешка · b2 белая пешка · c2 белая пешка · f2 белая пешка · g2 белая пешка · h2 белая пешка · a1 белая ладья · c1 белый слон · d1 белый ферзь · e1 белый король · f1 белый слон · h1 белая ладья | a8 чёрная ладья · c8 чёрный слон · e8 чёрный ферзь · g8 чёрный король · h8 чёрная ладья · a7 чёрная пешка · b7 чёрная пешка · c7 белый конь · d7 чёрный конь · g7 чёрная пешка · h7 чёрная пешка · f6 чёрный конь · b4 чёрный слон · d4 белая пешка · a2 белая пешка · b2 белая пешка · c2 белая пешка · f2 белая пешка · g2 белая пешка · h2 белая пешка · a1 белая ладья · c1 белый слон · d1 белый ферзь · e1 белый король · f1 белый слон · h1 белая ладья | a8 чёрная ладья · c8 чёрный слон · e8 чёрный ферзь · g8 чёрный король · h8 чёрная ладья · a7 чёрная пешка · b7 чёрная пешка · c7 белый конь · d7 чёрный конь · g7 чёрная пешка · h7 чёрная пешка · f6 чёрный конь · b4 чёрный слон · d4 белая пешка · a2 белая пешка · b2 белая пешка · c2 белая пешка · f2 белая пешка · g2 белая пешка · h2 белая пешка · a1 белая ладья · c1 белый слон · d1 белый ферзь · e1 белый король · f1 белый слон · h1 белая ладья | a8 чёрная ладья · c8 чёрный слон · e8 чёрный ферзь · g8 чёрный король · h8 чёрная ладья · a7 чёрная пешка · b7 чёрная пешка · c7 белый конь · d7 чёрный конь · g7 чёрная пешка · h7 чёрная пешка · f6 чёрный конь · b4 чёрный слон · d4 белая пешка · a2 белая пешка · b2 белая пешка · c2 белая пешка · f2 белая пешка · g2 белая пешка · h2 белая пешка · a1 белая ладья · c1 белый слон · d1 белый ферзь · e1 белый король · f1 белый слон · h1 белая ладья | 8 |
| 7 | a8 чёрная ладья · c8 чёрный слон · e8 чёрный ферзь · g8 чёрный король · h8 чёрная ладья · a7 чёрная пешка · b7 чёрная пешка · c7 белый конь · d7 чёрный конь · g7 чёрная пешка · h7 чёрная пешка · f6 чёрный конь · b4 чёрный слон · d4 белая пешка · a2 белая пешка · b2 белая пешка · c2 белая пешка · f2 белая пешка · g2 белая пешка · h2 белая пешка · a1 белая ладья · c1 белый слон · d1 белый ферзь · e1 белый король · f1 белый слон · h1 белая ладья | a8 чёрная ладья · c8 чёрный слон · e8 чёрный ферзь · g8 чёрный король · h8 чёрная ладья · a7 чёрная пешка · b7 чёрная пешка · c7 белый конь · d7 чёрный конь · g7 чёрная пешка · h7 чёрная пешка · f6 чёрный конь · b4 чёрный слон · d4 белая пешка · a2 белая пешка · b2 белая пешка · c2 белая пешка · f2 белая пешка · g2 белая пешка · h2 белая пешка · a1 белая ладья · c1 белый слон · d1 белый ферзь · e1 белый король · f1 белый слон · h1 белая ладья | a8 чёрная ладья · c8 чёрный слон · e8 чёрный ферзь · g8 чёрный король · h8 чёрная ладья · a7 чёрная пешка · b7 чёрная пешка · c7 белый конь · d7 чёрный конь · g7 чёрная пешка · h7 чёрная пешка · f6 чёрный конь · b4 чёрный слон · d4 белая пешка · a2 белая пешка · b2 белая пешка · c2 белая пешка · f2 белая пешка · g2 белая пешка · h2 белая пешка · a1 белая ладья · c1 белый слон · d1 белый ферзь · e1 белый король · f1 белый слон · h1 белая ладья | a8 чёрная ладья · c8 чёрный слон · e8 чёрный ферзь · g8 чёрный король · h8 чёрная ладья · a7 чёрная пешка · b7 чёрная пешка · c7 белый конь · d7 чёрный конь · g7 чёрная пешка · h7 чёрная пешка · f6 чёрный конь · b4 чёрный слон · d4 белая пешка · a2 белая пешка · b2 белая пешка · c2 белая пешка · f2 белая пешка · g2 белая пешка · h2 белая пешка · a1 белая ладья · c1 белый слон · d1 белый ферзь · e1 белый король · f1 белый слон · h1 белая ладья | a8 чёрная ладья · c8 чёрный слон · e8 чёрный ферзь · g8 чёрный король · h8 чёрная ладья · a7 чёрная пешка · b7 чёрная пешка · c7 белый конь · d7 чёрный конь · g7 чёрная пешка · h7 чёрная пешка · f6 чёрный конь · b4 чёрный слон · d4 белая пешка · a2 белая пешка · b2 белая пешка · c2 белая пешка · f2 белая пешка · g2 белая пешка · h2 белая пешка · a1 белая ладья · c1 белый слон · d1 белый ферзь · e1 белый король · f1 белый слон · h1 белая ладья | a8 чёрная ладья · c8 чёрный слон · e8 чёрный ферзь · g8 чёрный король · h8 чёрная ладья · a7 чёрная пешка · b7 чёрная пешка · c7 белый конь · d7 чёрный конь · g7 чёрная пешка · h7 чёрная пешка · f6 чёрный конь · b4 чёрный слон · d4 белая пешка · a2 белая пешка · b2 белая пешка · c2 белая пешка · f2 белая пешка · g2 белая пешка · h2 белая пешка · a1 белая ладья · c1 белый слон · d1 белый ферзь · e1 белый король · f1 белый слон · h1 белая ладья | a8 чёрная ладья · c8 чёрный слон · e8 чёрный ферзь · g8 чёрный король · h8 чёрная ладья · a7 чёрная пешка · b7 чёрная пешка · c7 белый конь · d7 чёрный конь · g7 чёрная пешка · h7 чёрная пешка · f6 чёрный конь · b4 чёрный слон · d4 белая пешка · a2 белая пешка · b2 белая пешка · c2 белая пешка · f2 белая пешка · g2 белая пешка · h2 белая пешка · a1 белая ладья · c1 белый слон · d1 белый ферзь · e1 белый король · f1 белый слон · h1 белая ладья | a8 чёрная ладья · c8 чёрный слон · e8 чёрный ферзь · g8 чёрный король · h8 чёрная ладья · a7 чёрная пешка · b7 чёрная пешка · c7 белый конь · d7 чёрный конь · g7 чёрная пешка · h7 чёрная пешка · f6 чёрный конь · b4 чёрный слон · d4 белая пешка · a2 белая пешка · b2 белая пешка · c2 белая пешка · f2 белая пешка · g2 белая пешка · h2 белая пешка · a1 белая ладья · c1 белый слон · d1 белый ферзь · e1 белый король · f1 белый слон · h1 белая ладья | 7 |
| 6 | a8 чёрная ладья · c8 чёрный слон · e8 чёрный ферзь · g8 чёрный король · h8 чёрная ладья · a7 чёрная пешка · b7 чёрная пешка · c7 белый конь · d7 чёрный конь · g7 чёрная пешка · h7 чёрная пешка · f6 чёрный конь · b4 чёрный слон · d4 белая пешка · a2 белая пешка · b2 белая пешка · c2 белая пешка · f2 белая пешка · g2 белая пешка · h2 белая пешка · a1 белая ладья · c1 белый слон · d1 белый ферзь · e1 белый король · f1 белый слон · h1 белая ладья | a8 чёрная ладья · c8 чёрный слон · e8 чёрный ферзь · g8 чёрный король · h8 чёрная ладья · a7 чёрная пешка · b7 чёрная пешка · c7 белый конь · d7 чёрный конь · g7 чёрная пешка · h7 чёрная пешка · f6 чёрный конь · b4 чёрный слон · d4 белая пешка · a2 белая пешка · b2 белая пешка · c2 белая пешка · f2 белая пешка · g2 белая пешка · h2 белая пешка · a1 белая ладья · c1 белый слон · d1 белый ферзь · e1 белый король · f1 белый слон · h1 белая ладья | a8 чёрная ладья · c8 чёрный слон · e8 чёрный ферзь · g8 чёрный король · h8 чёрная ладья · a7 чёрная пешка · b7 чёрная пешка · c7 белый конь · d7 чёрный конь · g7 чёрная пешка · h7 чёрная пешка · f6 чёрный конь · b4 чёрный слон · d4 белая пешка · a2 белая пешка · b2 белая пешка · c2 белая пешка · f2 белая пешка · g2 белая пешка · h2 белая пешка · a1 белая ладья · c1 белый слон · d1 белый ферзь · e1 белый король · f1 белый слон · h1 белая ладья | a8 чёрная ладья · c8 чёрный слон · e8 чёрный ферзь · g8 чёрный король · h8 чёрная ладья · a7 чёрная пешка · b7 чёрная пешка · c7 белый конь · d7 чёрный конь · g7 чёрная пешка · h7 чёрная пешка · f6 чёрный конь · b4 чёрный слон · d4 белая пешка · a2 белая пешка · b2 белая пешка · c2 белая пешка · f2 белая пешка · g2 белая пешка · h2 белая пешка · a1 белая ладья · c1 белый слон · d1 белый ферзь · e1 белый король · f1 белый слон · h1 белая ладья | a8 чёрная ладья · c8 чёрный слон · e8 чёрный ферзь · g8 чёрный король · h8 чёрная ладья · a7 чёрная пешка · b7 чёрная пешка · c7 белый конь · d7 чёрный конь · g7 чёрная пешка · h7 чёрная пешка · f6 чёрный конь · b4 чёрный слон · d4 белая пешка · a2 белая пешка · b2 белая пешка · c2 белая пешка · f2 белая пешка · g2 белая пешка · h2 белая пешка · a1 белая ладья · c1 белый слон · d1 белый ферзь · e1 белый король · f1 белый слон · h1 белая ладья | a8 чёрная ладья · c8 чёрный слон · e8 чёрный ферзь · g8 чёрный король · h8 чёрная ладья · a7 чёрная пешка · b7 чёрная пешка · c7 белый конь · d7 чёрный конь · g7 чёрная пешка · h7 чёрная пешка · f6 чёрный конь · b4 чёрный слон · d4 белая пешка · a2 белая пешка · b2 белая пешка · c2 белая пешка · f2 белая пешка · g2 белая пешка · h2 белая пешка · a1 белая ладья · c1 белый слон · d1 белый ферзь · e1 белый король · f1 белый слон · h1 белая ладья | a8 чёрная ладья · c8 чёрный слон · e8 чёрный ферзь · g8 чёрный король · h8 чёрная ладья · a7 чёрная пешка · b7 чёрная пешка · c7 белый конь · d7 чёрный конь · g7 чёрная пешка · h7 чёрная пешка · f6 чёрный конь · b4 чёрный слон · d4 белая пешка · a2 белая пешка · b2 белая пешка · c2 белая пешка · f2 белая пешка · g2 белая пешка · h2 белая пешка · a1 белая ладья · c1 белый слон · d1 белый ферзь · e1 белый король · f1 белый слон · h1 белая ладья | a8 чёрная ладья · c8 чёрный слон · e8 чёрный ферзь · g8 чёрный король · h8 чёрная ладья · a7 чёрная пешка · b7 чёрная пешка · c7 белый конь · d7 чёрный конь · g7 чёрная пешка · h7 чёрная пешка · f6 чёрный конь · b4 чёрный слон · d4 белая пешка · a2 белая пешка · b2 белая пешка · c2 белая пешка · f2 белая пешка · g2 белая пешка · h2 белая пешка · a1 белая ладья · c1 белый слон · d1 белый ферзь · e1 белый король · f1 белый слон · h1 белая ладья | 6 |
| 5 | a8 чёрная ладья · c8 чёрный слон · e8 чёрный ферзь · g8 чёрный король · h8 чёрная ладья · a7 чёрная пешка · b7 чёрная пешка · c7 белый конь · d7 чёрный конь · g7 чёрная пешка · h7 чёрная пешка · f6 чёрный конь · b4 чёрный слон · d4 белая пешка · a2 белая пешка · b2 белая пешка · c2 белая пешка · f2 белая пешка · g2 белая пешка · h2 белая пешка · a1 белая ладья · c1 белый слон · d1 белый ферзь · e1 белый король · f1 белый слон · h1 белая ладья | a8 чёрная ладья · c8 чёрный слон · e8 чёрный ферзь · g8 чёрный король · h8 чёрная ладья · a7 чёрная пешка · b7 чёрная пешка · c7 белый конь · d7 чёрный конь · g7 чёрная пешка · h7 чёрная пешка · f6 чёрный конь · b4 чёрный слон · d4 белая пешка · a2 белая пешка · b2 белая пешка · c2 белая пешка · f2 белая пешка · g2 белая пешка · h2 белая пешка · a1 белая ладья · c1 белый слон · d1 белый ферзь · e1 белый король · f1 белый слон · h1 белая ладья | a8 чёрная ладья · c8 чёрный слон · e8 чёрный ферзь · g8 чёрный король · h8 чёрная ладья · a7 чёрная пешка · b7 чёрная пешка · c7 белый конь · d7 чёрный конь · g7 чёрная пешка · h7 чёрная пешка · f6 чёрный конь · b4 чёрный слон · d4 белая пешка · a2 белая пешка · b2 белая пешка · c2 белая пешка · f2 белая пешка · g2 белая пешка · h2 белая пешка · a1 белая ладья · c1 белый слон · d1 белый ферзь · e1 белый король · f1 белый слон · h1 белая ладья | a8 чёрная ладья · c8 чёрный слон · e8 чёрный ферзь · g8 чёрный король · h8 чёрная ладья · a7 чёрная пешка · b7 чёрная пешка · c7 белый конь · d7 чёрный конь · g7 чёрная пешка · h7 чёрная пешка · f6 чёрный конь · b4 чёрный слон · d4 белая пешка · a2 белая пешка · b2 белая пешка · c2 белая пешка · f2 белая пешка · g2 белая пешка · h2 белая пешка · a1 белая ладья · c1 белый слон · d1 белый ферзь · e1 белый король · f1 белый слон · h1 белая ладья | a8 чёрная ладья · c8 чёрный слон · e8 чёрный ферзь · g8 чёрный король · h8 чёрная ладья · a7 чёрная пешка · b7 чёрная пешка · c7 белый конь · d7 чёрный конь · g7 чёрная пешка · h7 чёрная пешка · f6 чёрный конь · b4 чёрный слон · d4 белая пешка · a2 белая пешка · b2 белая пешка · c2 белая пешка · f2 белая пешка · g2 белая пешка · h2 белая пешка · a1 белая ладья · c1 белый слон · d1 белый ферзь · e1 белый король · f1 белый слон · h1 белая ладья | a8 чёрная ладья · c8 чёрный слон · e8 чёрный ферзь · g8 чёрный король · h8 чёрная ладья · a7 чёрная пешка · b7 чёрная пешка · c7 белый конь · d7 чёрный конь · g7 чёрная пешка · h7 чёрная пешка · f6 чёрный конь · b4 чёрный слон · d4 белая пешка · a2 белая пешка · b2 белая пешка · c2 белая пешка · f2 белая пешка · g2 белая пешка · h2 белая пешка · a1 белая ладья · c1 белый слон · d1 белый ферзь · e1 белый король · f1 белый слон · h1 белая ладья | a8 чёрная ладья · c8 чёрный слон · e8 чёрный ферзь · g8 чёрный король · h8 чёрная ладья · a7 чёрная пешка · b7 чёрная пешка · c7 белый конь · d7 чёрный конь · g7 чёрная пешка · h7 чёрная пешка · f6 чёрный конь · b4 чёрный слон · d4 белая пешка · a2 белая пешка · b2 белая пешка · c2 белая пешка · f2 белая пешка · g2 белая пешка · h2 белая пешка · a1 белая ладья · c1 белый слон · d1 белый ферзь · e1 белый король · f1 белый слон · h1 белая ладья | a8 чёрная ладья · c8 чёрный слон · e8 чёрный ферзь · g8 чёрный король · h8 чёрная ладья · a7 чёрная пешка · b7 чёрная пешка · c7 белый конь · d7 чёрный конь · g7 чёрная пешка · h7 чёрная пешка · f6 чёрный конь · b4 чёрный слон · d4 белая пешка · a2 белая пешка · b2 белая пешка · c2 белая пешка · f2 белая пешка · g2 белая пешка · h2 белая пешка · a1 белая ладья · c1 белый слон · d1 белый ферзь · e1 белый король · f1 белый слон · h1 белая ладья | 5 |
| 4 | a8 чёрная ладья · c8 чёрный слон · e8 чёрный ферзь · g8 чёрный король · h8 чёрная ладья · a7 чёрная пешка · b7 чёрная пешка · c7 белый конь · d7 чёрный конь · g7 чёрная пешка · h7 чёрная пешка · f6 чёрный конь · b4 чёрный слон · d4 белая пешка · a2 белая пешка · b2 белая пешка · c2 белая пешка · f2 белая пешка · g2 белая пешка · h2 белая пешка · a1 белая ладья · c1 белый слон · d1 белый ферзь · e1 белый король · f1 белый слон · h1 белая ладья | a8 чёрная ладья · c8 чёрный слон · e8 чёрный ферзь · g8 чёрный король · h8 чёрная ладья · a7 чёрная пешка · b7 чёрная пешка · c7 белый конь · d7 чёрный конь · g7 чёрная пешка · h7 чёрная пешка · f6 чёрный конь · b4 чёрный слон · d4 белая пешка · a2 белая пешка · b2 белая пешка · c2 белая пешка · f2 белая пешка · g2 белая пешка · h2 белая пешка · a1 белая ладья · c1 белый слон · d1 белый ферзь · e1 белый король · f1 белый слон · h1 белая ладья | a8 чёрная ладья · c8 чёрный слон · e8 чёрный ферзь · g8 чёрный король · h8 чёрная ладья · a7 чёрная пешка · b7 чёрная пешка · c7 белый конь · d7 чёрный конь · g7 чёрная пешка · h7 чёрная пешка · f6 чёрный конь · b4 чёрный слон · d4 белая пешка · a2 белая пешка · b2 белая пешка · c2 белая пешка · f2 белая пешка · g2 белая пешка · h2 белая пешка · a1 белая ладья · c1 белый слон · d1 белый ферзь · e1 белый король · f1 белый слон · h1 белая ладья | a8 чёрная ладья · c8 чёрный слон · e8 чёрный ферзь · g8 чёрный король · h8 чёрная ладья · a7 чёрная пешка · b7 чёрная пешка · c7 белый конь · d7 чёрный конь · g7 чёрная пешка · h7 чёрная пешка · f6 чёрный конь · b4 чёрный слон · d4 белая пешка · a2 белая пешка · b2 белая пешка · c2 белая пешка · f2 белая пешка · g2 белая пешка · h2 белая пешка · a1 белая ладья · c1 белый слон · d1 белый ферзь · e1 белый король · f1 белый слон · h1 белая ладья | a8 чёрная ладья · c8 чёрный слон · e8 чёрный ферзь · g8 чёрный король · h8 чёрная ладья · a7 чёрная пешка · b7 чёрная пешка · c7 белый конь · d7 чёрный конь · g7 чёрная пешка · h7 чёрная пешка · f6 чёрный конь · b4 чёрный слон · d4 белая пешка · a2 белая пешка · b2 белая пешка · c2 белая пешка · f2 белая пешка · g2 белая пешка · h2 белая пешка · a1 белая ладья · c1 белый слон · d1 белый ферзь · e1 белый король · f1 белый слон · h1 белая ладья | a8 чёрная ладья · c8 чёрный слон · e8 чёрный ферзь · g8 чёрный король · h8 чёрная ладья · a7 чёрная пешка · b7 чёрная пешка · c7 белый конь · d7 чёрный конь · g7 чёрная пешка · h7 чёрная пешка · f6 чёрный конь · b4 чёрный слон · d4 белая пешка · a2 белая пешка · b2 белая пешка · c2 белая пешка · f2 белая пешка · g2 белая пешка · h2 белая пешка · a1 белая ладья · c1 белый слон · d1 белый ферзь · e1 белый король · f1 белый слон · h1 белая ладья | a8 чёрная ладья · c8 чёрный слон · e8 чёрный ферзь · g8 чёрный король · h8 чёрная ладья · a7 чёрная пешка · b7 чёрная пешка · c7 белый конь · d7 чёрный конь · g7 чёрная пешка · h7 чёрная пешка · f6 чёрный конь · b4 чёрный слон · d4 белая пешка · a2 белая пешка · b2 белая пешка · c2 белая пешка · f2 белая пешка · g2 белая пешка · h2 белая пешка · a1 белая ладья · c1 белый слон · d1 белый ферзь · e1 белый король · f1 белый слон · h1 белая ладья | a8 чёрная ладья · c8 чёрный слон · e8 чёрный ферзь · g8 чёрный король · h8 чёрная ладья · a7 чёрная пешка · b7 чёрная пешка · c7 белый конь · d7 чёрный конь · g7 чёрная пешка · h7 чёрная пешка · f6 чёрный конь · b4 чёрный слон · d4 белая пешка · a2 белая пешка · b2 белая пешка · c2 белая пешка · f2 белая пешка · g2 белая пешка · h2 белая пешка · a1 белая ладья · c1 белый слон · d1 белый ферзь · e1 белый король · f1 белый слон · h1 белая ладья | 4 |
| 3 | a8 чёрная ладья · c8 чёрный слон · e8 чёрный ферзь · g8 чёрный король · h8 чёрная ладья · a7 чёрная пешка · b7 чёрная пешка · c7 белый конь · d7 чёрный конь · g7 чёрная пешка · h7 чёрная пешка · f6 чёрный конь · b4 чёрный слон · d4 белая пешка · a2 белая пешка · b2 белая пешка · c2 белая пешка · f2 белая пешка · g2 белая пешка · h2 белая пешка · a1 белая ладья · c1 белый слон · d1 белый ферзь · e1 белый король · f1 белый слон · h1 белая ладья | a8 чёрная ладья · c8 чёрный слон · e8 чёрный ферзь · g8 чёрный король · h8 чёрная ладья · a7 чёрная пешка · b7 чёрная пешка · c7 белый конь · d7 чёрный конь · g7 чёрная пешка · h7 чёрная пешка · f6 чёрный конь · b4 чёрный слон · d4 белая пешка · a2 белая пешка · b2 белая пешка · c2 белая пешка · f2 белая пешка · g2 белая пешка · h2 белая пешка · a1 белая ладья · c1 белый слон · d1 белый ферзь · e1 белый король · f1 белый слон · h1 белая ладья | a8 чёрная ладья · c8 чёрный слон · e8 чёрный ферзь · g8 чёрный король · h8 чёрная ладья · a7 чёрная пешка · b7 чёрная пешка · c7 белый конь · d7 чёрный конь · g7 чёрная пешка · h7 чёрная пешка · f6 чёрный конь · b4 чёрный слон · d4 белая пешка · a2 белая пешка · b2 белая пешка · c2 белая пешка · f2 белая пешка · g2 белая пешка · h2 белая пешка · a1 белая ладья · c1 белый слон · d1 белый ферзь · e1 белый король · f1 белый слон · h1 белая ладья | a8 чёрная ладья · c8 чёрный слон · e8 чёрный ферзь · g8 чёрный король · h8 чёрная ладья · a7 чёрная пешка · b7 чёрная пешка · c7 белый конь · d7 чёрный конь · g7 чёрная пешка · h7 чёрная пешка · f6 чёрный конь · b4 чёрный слон · d4 белая пешка · a2 белая пешка · b2 белая пешка · c2 белая пешка · f2 белая пешка · g2 белая пешка · h2 белая пешка · a1 белая ладья · c1 белый слон · d1 белый ферзь · e1 белый король · f1 белый слон · h1 белая ладья | a8 чёрная ладья · c8 чёрный слон · e8 чёрный ферзь · g8 чёрный король · h8 чёрная ладья · a7 чёрная пешка · b7 чёрная пешка · c7 белый конь · d7 чёрный конь · g7 чёрная пешка · h7 чёрная пешка · f6 чёрный конь · b4 чёрный слон · d4 белая пешка · a2 белая пешка · b2 белая пешка · c2 белая пешка · f2 белая пешка · g2 белая пешка · h2 белая пешка · a1 белая ладья · c1 белый слон · d1 белый ферзь · e1 белый король · f1 белый слон · h1 белая ладья | a8 чёрная ладья · c8 чёрный слон · e8 чёрный ферзь · g8 чёрный король · h8 чёрная ладья · a7 чёрная пешка · b7 чёрная пешка · c7 белый конь · d7 чёрный конь · g7 чёрная пешка · h7 чёрная пешка · f6 чёрный конь · b4 чёрный слон · d4 белая пешка · a2 белая пешка · b2 белая пешка · c2 белая пешка · f2 белая пешка · g2 белая пешка · h2 белая пешка · a1 белая ладья · c1 белый слон · d1 белый ферзь · e1 белый король · f1 белый слон · h1 белая ладья | a8 чёрная ладья · c8 чёрный слон · e8 чёрный ферзь · g8 чёрный король · h8 чёрная ладья · a7 чёрная пешка · b7 чёрная пешка · c7 белый конь · d7 чёрный конь · g7 чёрная пешка · h7 чёрная пешка · f6 чёрный конь · b4 чёрный слон · d4 белая пешка · a2 белая пешка · b2 белая пешка · c2 белая пешка · f2 белая пешка · g2 белая пешка · h2 белая пешка · a1 белая ладья · c1 белый слон · d1 белый ферзь · e1 белый король · f1 белый слон · h1 белая ладья | a8 чёрная ладья · c8 чёрный слон · e8 чёрный ферзь · g8 чёрный король · h8 чёрная ладья · a7 чёрная пешка · b7 чёрная пешка · c7 белый конь · d7 чёрный конь · g7 чёрная пешка · h7 чёрная пешка · f6 чёрный конь · b4 чёрный слон · d4 белая пешка · a2 белая пешка · b2 белая пешка · c2 белая пешка · f2 белая пешка · g2 белая пешка · h2 белая пешка · a1 белая ладья · c1 белый слон · d1 белый ферзь · e1 белый король · f1 белый слон · h1 белая ладья | 3 |
| 2 | a8 чёрная ладья · c8 чёрный слон · e8 чёрный ферзь · g8 чёрный король · h8 чёрная ладья · a7 чёрная пешка · b7 чёрная пешка · c7 белый конь · d7 чёрный конь · g7 чёрная пешка · h7 чёрная пешка · f6 чёрный конь · b4 чёрный слон · d4 белая пешка · a2 белая пешка · b2 белая пешка · c2 белая пешка · f2 белая пешка · g2 белая пешка · h2 белая пешка · a1 белая ладья · c1 белый слон · d1 белый ферзь · e1 белый король · f1 белый слон · h1 белая ладья | a8 чёрная ладья · c8 чёрный слон · e8 чёрный ферзь · g8 чёрный король · h8 чёрная ладья · a7 чёрная пешка · b7 чёрная пешка · c7 белый конь · d7 чёрный конь · g7 чёрная пешка · h7 чёрная пешка · f6 чёрный конь · b4 чёрный слон · d4 белая пешка · a2 белая пешка · b2 белая пешка · c2 белая пешка · f2 белая пешка · g2 белая пешка · h2 белая пешка · a1 белая ладья · c1 белый слон · d1 белый ферзь · e1 белый король · f1 белый слон · h1 белая ладья | a8 чёрная ладья · c8 чёрный слон · e8 чёрный ферзь · g8 чёрный король · h8 чёрная ладья · a7 чёрная пешка · b7 чёрная пешка · c7 белый конь · d7 чёрный конь · g7 чёрная пешка · h7 чёрная пешка · f6 чёрный конь · b4 чёрный слон · d4 белая пешка · a2 белая пешка · b2 белая пешка · c2 белая пешка · f2 белая пешка · g2 белая пешка · h2 белая пешка · a1 белая ладья · c1 белый слон · d1 белый ферзь · e1 белый король · f1 белый слон · h1 белая ладья | a8 чёрная ладья · c8 чёрный слон · e8 чёрный ферзь · g8 чёрный король · h8 чёрная ладья · a7 чёрная пешка · b7 чёрная пешка · c7 белый конь · d7 чёрный конь · g7 чёрная пешка · h7 чёрная пешка · f6 чёрный конь · b4 чёрный слон · d4 белая пешка · a2 белая пешка · b2 белая пешка · c2 белая пешка · f2 белая пешка · g2 белая пешка · h2 белая пешка · a1 белая ладья · c1 белый слон · d1 белый ферзь · e1 белый король · f1 белый слон · h1 белая ладья | a8 чёрная ладья · c8 чёрный слон · e8 чёрный ферзь · g8 чёрный король · h8 чёрная ладья · a7 чёрная пешка · b7 чёрная пешка · c7 белый конь · d7 чёрный конь · g7 чёрная пешка · h7 чёрная пешка · f6 чёрный конь · b4 чёрный слон · d4 белая пешка · a2 белая пешка · b2 белая пешка · c2 белая пешка · f2 белая пешка · g2 белая пешка · h2 белая пешка · a1 белая ладья · c1 белый слон · d1 белый ферзь · e1 белый король · f1 белый слон · h1 белая ладья | a8 чёрная ладья · c8 чёрный слон · e8 чёрный ферзь · g8 чёрный король · h8 чёрная ладья · a7 чёрная пешка · b7 чёрная пешка · c7 белый конь · d7 чёрный конь · g7 чёрная пешка · h7 чёрная пешка · f6 чёрный конь · b4 чёрный слон · d4 белая пешка · a2 белая пешка · b2 белая пешка · c2 белая пешка · f2 белая пешка · g2 белая пешка · h2 белая пешка · a1 белая ладья · c1 белый слон · d1 белый ферзь · e1 белый король · f1 белый слон · h1 белая ладья | a8 чёрная ладья · c8 чёрный слон · e8 чёрный ферзь · g8 чёрный король · h8 чёрная ладья · a7 чёрная пешка · b7 чёрная пешка · c7 белый конь · d7 чёрный конь · g7 чёрная пешка · h7 чёрная пешка · f6 чёрный конь · b4 чёрный слон · d4 белая пешка · a2 белая пешка · b2 белая пешка · c2 белая пешка · f2 белая пешка · g2 белая пешка · h2 белая пешка · a1 белая ладья · c1 белый слон · d1 белый ферзь · e1 белый король · f1 белый слон · h1 белая ладья | a8 чёрная ладья · c8 чёрный слон · e8 чёрный ферзь · g8 чёрный король · h8 чёрная ладья · a7 чёрная пешка · b7 чёрная пешка · c7 белый конь · d7 чёрный конь · g7 чёрная пешка · h7 чёрная пешка · f6 чёрный конь · b4 чёрный слон · d4 белая пешка · a2 белая пешка · b2 белая пешка · c2 белая пешка · f2 белая пешка · g2 белая пешка · h2 белая пешка · a1 белая ладья · c1 белый слон · d1 белый ферзь · e1 белый король · f1 белый слон · h1 белая ладья | 2 |
| 1 | a8 чёрная ладья · c8 чёрный слон · e8 чёрный ферзь · g8 чёрный король · h8 чёрная ладья · a7 чёрная пешка · b7 чёрная пешка · c7 белый конь · d7 чёрный конь · g7 чёрная пешка · h7 чёрная пешка · f6 чёрный конь · b4 чёрный слон · d4 белая пешка · a2 белая пешка · b2 белая пешка · c2 белая пешка · f2 белая пешка · g2 белая пешка · h2 белая пешка · a1 белая ладья · c1 белый слон · d1 белый ферзь · e1 белый король · f1 белый слон · h1 белая ладья | a8 чёрная ладья · c8 чёрный слон · e8 чёрный ферзь · g8 чёрный король · h8 чёрная ладья · a7 чёрная пешка · b7 чёрная пешка · c7 белый конь · d7 чёрный конь · g7 чёрная пешка · h7 чёрная пешка · f6 чёрный конь · b4 чёрный слон · d4 белая пешка · a2 белая пешка · b2 белая пешка · c2 белая пешка · f2 белая пешка · g2 белая пешка · h2 белая пешка · a1 белая ладья · c1 белый слон · d1 белый ферзь · e1 белый король · f1 белый слон · h1 белая ладья | a8 чёрная ладья · c8 чёрный слон · e8 чёрный ферзь · g8 чёрный король · h8 чёрная ладья · a7 чёрная пешка · b7 чёрная пешка · c7 белый конь · d7 чёрный конь · g7 чёрная пешка · h7 чёрная пешка · f6 чёрный конь · b4 чёрный слон · d4 белая пешка · a2 белая пешка · b2 белая пешка · c2 белая пешка · f2 белая пешка · g2 белая пешка · h2 белая пешка · a1 белая ладья · c1 белый слон · d1 белый ферзь · e1 белый король · f1 белый слон · h1 белая ладья | a8 чёрная ладья · c8 чёрный слон · e8 чёрный ферзь · g8 чёрный король · h8 чёрная ладья · a7 чёрная пешка · b7 чёрная пешка · c7 белый конь · d7 чёрный конь · g7 чёрная пешка · h7 чёрная пешка · f6 чёрный конь · b4 чёрный слон · d4 белая пешка · a2 белая пешка · b2 белая пешка · c2 белая пешка · f2 белая пешка · g2 белая пешка · h2 белая пешка · a1 белая ладья · c1 белый слон · d1 белый ферзь · e1 белый король · f1 белый слон · h1 белая ладья | a8 чёрная ладья · c8 чёрный слон · e8 чёрный ферзь · g8 чёрный король · h8 чёрная ладья · a7 чёрная пешка · b7 чёрная пешка · c7 белый конь · d7 чёрный конь · g7 чёрная пешка · h7 чёрная пешка · f6 чёрный конь · b4 чёрный слон · d4 белая пешка · a2 белая пешка · b2 белая пешка · c2 белая пешка · f2 белая пешка · g2 белая пешка · h2 белая пешка · a1 белая ладья · c1 белый слон · d1 белый ферзь · e1 белый король · f1 белый слон · h1 белая ладья | a8 чёрная ладья · c8 чёрный слон · e8 чёрный ферзь · g8 чёрный король · h8 чёрная ладья · a7 чёрная пешка · b7 чёрная пешка · c7 белый конь · d7 чёрный конь · g7 чёрная пешка · h7 чёрная пешка · f6 чёрный конь · b4 чёрный слон · d4 белая пешка · a2 белая пешка · b2 белая пешка · c2 белая пешка · f2 белая пешка · g2 белая пешка · h2 белая пешка · a1 белая ладья · c1 белый слон · d1 белый ферзь · e1 белый король · f1 белый слон · h1 белая ладья | a8 чёрная ладья · c8 чёрный слон · e8 чёрный ферзь · g8 чёрный король · h8 чёрная ладья · a7 чёрная пешка · b7 чёрная пешка · c7 белый конь · d7 чёрный конь · g7 чёрная пешка · h7 чёрная пешка · f6 чёрный конь · b4 чёрный слон · d4 белая пешка · a2 белая пешка · b2 белая пешка · c2 белая пешка · f2 белая пешка · g2 белая пешка · h2 белая пешка · a1 белая ладья · c1 белый слон · d1 белый ферзь · e1 белый король · f1 белый слон · h1 белая ладья | a8 чёрная ладья · c8 чёрный слон · e8 чёрный ферзь · g8 чёрный король · h8 чёрная ладья · a7 чёрная пешка · b7 чёрная пешка · c7 белый конь · d7 чёрный конь · g7 чёрная пешка · h7 чёрная пешка · f6 чёрный конь · b4 чёрный слон · d4 белая пешка · a2 белая пешка · b2 белая пешка · c2 белая пешка · f2 белая пешка · g2 белая пешка · h2 белая пешка · a1 белая ладья · c1 белый слон · d1 белый ферзь · e1 белый король · f1 белый слон · h1 белая ладья | 1 |
|   | a | b | c | d | e | f | g | h |   |

Мат двойным шахом иногда встречается в практических партиях. Например, во время чемпионата ФРГ 1950 г. была сыграна партия Г. Ломан — Тешнер: 1. e4 e6 2. d4 d5 3. Кc3 de 4. К:e4 Кd7 5. Кf3 Кgf6 6. Кfg5 Сe7 7. К:f7 Кр:f7 8. Кg5+ Крg8 9. К:e6. Здесь черные сыграли 9... Фe8? (вместо правильного 9... Сb4+ 10. c3 Фe7). Белые решили выиграть ладью a8 и сыграли 10. К:c7?? (правильно 10. Сc4! Фf7 11. b3 b5 12. Кg5 bc 13. К:f7 Кр:f7 14. bc), в ответ на что черные объявили мат ходом 10... Сb4# (см. диаграмму). Данный вариант был указан еще в учебнике Е. Д. Боголюбова, изданном в 1940 г.
Двойной шах используется в некоторых комбинациях. Например, в партии Мачуский — Колиш, белые путём жертвы ферзя завлекли короля на невыгодное для него поле d8. После этого король попал под двойной шах ладьёй и слоном ходом Cd2-g5++. Несмотря на то, что белый слон атакован ферзём на g4 и конём на е4, а белая ладья — ферзём на g4, чёрные не могут ни взять одну из фигур, ни защититься. Поэтому единственный ответ чёрных — бежать королём на е8. Теперь король чёрных находится в матовой сети: у него нет ни одного поля, на которое он мог бы пойти. Белые ставят мат ладьёй на поле d8, защищённом своим слоном.
|   | a | b | c | d | e | f | g | h |   |
| - | --- | --- | --- | --- | --- | --- | --- | --- | - |
| 8 | a8 чёрная ладья · c8 чёрный слон · d8 белый ферзь · e8 чёрный король · h8 чёрная ладья · a7 чёрная пешка · b7 чёрная пешка · c7 чёрная пешка · f7 чёрная пешка · g7 чёрная пешка · h7 чёрная пешка · c6 чёрная пешка · e4 чёрный конь · g4 чёрный ферзь · a2 белая пешка · b2 белая пешка · c2 белая пешка · d2 белый слон · g2 белая пешка · h2 белая пешка · c1 белый король · d1 белая ладья · f1 белый слон · h1 белая ладья | a8 чёрная ладья · c8 чёрный слон · d8 белый ферзь · e8 чёрный король · h8 чёрная ладья · a7 чёрная пешка · b7 чёрная пешка · c7 чёрная пешка · f7 чёрная пешка · g7 чёрная пешка · h7 чёрная пешка · c6 чёрная пешка · e4 чёрный конь · g4 чёрный ферзь · a2 белая пешка · b2 белая пешка · c2 белая пешка · d2 белый слон · g2 белая пешка · h2 белая пешка · c1 белый король · d1 белая ладья · f1 белый слон · h1 белая ладья | a8 чёрная ладья · c8 чёрный слон · d8 белый ферзь · e8 чёрный король · h8 чёрная ладья · a7 чёрная пешка · b7 чёрная пешка · c7 чёрная пешка · f7 чёрная пешка · g7 чёрная пешка · h7 чёрная пешка · c6 чёрная пешка · e4 чёрный конь · g4 чёрный ферзь · a2 белая пешка · b2 белая пешка · c2 белая пешка · d2 белый слон · g2 белая пешка · h2 белая пешка · c1 белый король · d1 белая ладья · f1 белый слон · h1 белая ладья | a8 чёрная ладья · c8 чёрный слон · d8 белый ферзь · e8 чёрный король · h8 чёрная ладья · a7 чёрная пешка · b7 чёрная пешка · c7 чёрная пешка · f7 чёрная пешка · g7 чёрная пешка · h7 чёрная пешка · c6 чёрная пешка · e4 чёрный конь · g4 чёрный ферзь · a2 белая пешка · b2 белая пешка · c2 белая пешка · d2 белый слон · g2 белая пешка · h2 белая пешка · c1 белый король · d1 белая ладья · f1 белый слон · h1 белая ладья | a8 чёрная ладья · c8 чёрный слон · d8 белый ферзь · e8 чёрный король · h8 чёрная ладья · a7 чёрная пешка · b7 чёрная пешка · c7 чёрная пешка · f7 чёрная пешка · g7 чёрная пешка · h7 чёрная пешка · c6 чёрная пешка · e4 чёрный конь · g4 чёрный ферзь · a2 белая пешка · b2 белая пешка · c2 белая пешка · d2 белый слон · g2 белая пешка · h2 белая пешка · c1 белый король · d1 белая ладья · f1 белый слон · h1 белая ладья | a8 чёрная ладья · c8 чёрный слон · d8 белый ферзь · e8 чёрный король · h8 чёрная ладья · a7 чёрная пешка · b7 чёрная пешка · c7 чёрная пешка · f7 чёрная пешка · g7 чёрная пешка · h7 чёрная пешка · c6 чёрная пешка · e4 чёрный конь · g4 чёрный ферзь · a2 белая пешка · b2 белая пешка · c2 белая пешка · d2 белый слон · g2 белая пешка · h2 белая пешка · c1 белый король · d1 белая ладья · f1 белый слон · h1 белая ладья | a8 чёрная ладья · c8 чёрный слон · d8 белый ферзь · e8 чёрный король · h8 чёрная ладья · a7 чёрная пешка · b7 чёрная пешка · c7 чёрная пешка · f7 чёрная пешка · g7 чёрная пешка · h7 чёрная пешка · c6 чёрная пешка · e4 чёрный конь · g4 чёрный ферзь · a2 белая пешка · b2 белая пешка · c2 белая пешка · d2 белый слон · g2 белая пешка · h2 белая пешка · c1 белый король · d1 белая ладья · f1 белый слон · h1 белая ладья | a8 чёрная ладья · c8 чёрный слон · d8 белый ферзь · e8 чёрный король · h8 чёрная ладья · a7 чёрная пешка · b7 чёрная пешка · c7 чёрная пешка · f7 чёрная пешка · g7 чёрная пешка · h7 чёрная пешка · c6 чёрная пешка · e4 чёрный конь · g4 чёрный ферзь · a2 белая пешка · b2 белая пешка · c2 белая пешка · d2 белый слон · g2 белая пешка · h2 белая пешка · c1 белый король · d1 белая ладья · f1 белый слон · h1 белая ладья | 8 |
| 7 | a8 чёрная ладья · c8 чёрный слон · d8 белый ферзь · e8 чёрный король · h8 чёрная ладья · a7 чёрная пешка · b7 чёрная пешка · c7 чёрная пешка · f7 чёрная пешка · g7 чёрная пешка · h7 чёрная пешка · c6 чёрная пешка · e4 чёрный конь · g4 чёрный ферзь · a2 белая пешка · b2 белая пешка · c2 белая пешка · d2 белый слон · g2 белая пешка · h2 белая пешка · c1 белый король · d1 белая ладья · f1 белый слон · h1 белая ладья | a8 чёрная ладья · c8 чёрный слон · d8 белый ферзь · e8 чёрный король · h8 чёрная ладья · a7 чёрная пешка · b7 чёрная пешка · c7 чёрная пешка · f7 чёрная пешка · g7 чёрная пешка · h7 чёрная пешка · c6 чёрная пешка · e4 чёрный конь · g4 чёрный ферзь · a2 белая пешка · b2 белая пешка · c2 белая пешка · d2 белый слон · g2 белая пешка · h2 белая пешка · c1 белый король · d1 белая ладья · f1 белый слон · h1 белая ладья | a8 чёрная ладья · c8 чёрный слон · d8 белый ферзь · e8 чёрный король · h8 чёрная ладья · a7 чёрная пешка · b7 чёрная пешка · c7 чёрная пешка · f7 чёрная пешка · g7 чёрная пешка · h7 чёрная пешка · c6 чёрная пешка · e4 чёрный конь · g4 чёрный ферзь · a2 белая пешка · b2 белая пешка · c2 белая пешка · d2 белый слон · g2 белая пешка · h2 белая пешка · c1 белый король · d1 белая ладья · f1 белый слон · h1 белая ладья | a8 чёрная ладья · c8 чёрный слон · d8 белый ферзь · e8 чёрный король · h8 чёрная ладья · a7 чёрная пешка · b7 чёрная пешка · c7 чёрная пешка · f7 чёрная пешка · g7 чёрная пешка · h7 чёрная пешка · c6 чёрная пешка · e4 чёрный конь · g4 чёрный ферзь · a2 белая пешка · b2 белая пешка · c2 белая пешка · d2 белый слон · g2 белая пешка · h2 белая пешка · c1 белый король · d1 белая ладья · f1 белый слон · h1 белая ладья | a8 чёрная ладья · c8 чёрный слон · d8 белый ферзь · e8 чёрный король · h8 чёрная ладья · a7 чёрная пешка · b7 чёрная пешка · c7 чёрная пешка · f7 чёрная пешка · g7 чёрная пешка · h7 чёрная пешка · c6 чёрная пешка · e4 чёрный конь · g4 чёрный ферзь · a2 белая пешка · b2 белая пешка · c2 белая пешка · d2 белый слон · g2 белая пешка · h2 белая пешка · c1 белый король · d1 белая ладья · f1 белый слон · h1 белая ладья | a8 чёрная ладья · c8 чёрный слон · d8 белый ферзь · e8 чёрный король · h8 чёрная ладья · a7 чёрная пешка · b7 чёрная пешка · c7 чёрная пешка · f7 чёрная пешка · g7 чёрная пешка · h7 чёрная пешка · c6 чёрная пешка · e4 чёрный конь · g4 чёрный ферзь · a2 белая пешка · b2 белая пешка · c2 белая пешка · d2 белый слон · g2 белая пешка · h2 белая пешка · c1 белый король · d1 белая ладья · f1 белый слон · h1 белая ладья | a8 чёрная ладья · c8 чёрный слон · d8 белый ферзь · e8 чёрный король · h8 чёрная ладья · a7 чёрная пешка · b7 чёрная пешка · c7 чёрная пешка · f7 чёрная пешка · g7 чёрная пешка · h7 чёрная пешка · c6 чёрная пешка · e4 чёрный конь · g4 чёрный ферзь · a2 белая пешка · b2 белая пешка · c2 белая пешка · d2 белый слон · g2 белая пешка · h2 белая пешка · c1 белый король · d1 белая ладья · f1 белый слон · h1 белая ладья | a8 чёрная ладья · c8 чёрный слон · d8 белый ферзь · e8 чёрный король · h8 чёрная ладья · a7 чёрная пешка · b7 чёрная пешка · c7 чёрная пешка · f7 чёрная пешка · g7 чёрная пешка · h7 чёрная пешка · c6 чёрная пешка · e4 чёрный конь · g4 чёрный ферзь · a2 белая пешка · b2 белая пешка · c2 белая пешка · d2 белый слон · g2 белая пешка · h2 белая пешка · c1 белый король · d1 белая ладья · f1 белый слон · h1 белая ладья | 7 |
| 6 | a8 чёрная ладья · c8 чёрный слон · d8 белый ферзь · e8 чёрный король · h8 чёрная ладья · a7 чёрная пешка · b7 чёрная пешка · c7 чёрная пешка · f7 чёрная пешка · g7 чёрная пешка · h7 чёрная пешка · c6 чёрная пешка · e4 чёрный конь · g4 чёрный ферзь · a2 белая пешка · b2 белая пешка · c2 белая пешка · d2 белый слон · g2 белая пешка · h2 белая пешка · c1 белый король · d1 белая ладья · f1 белый слон · h1 белая ладья | a8 чёрная ладья · c8 чёрный слон · d8 белый ферзь · e8 чёрный король · h8 чёрная ладья · a7 чёрная пешка · b7 чёрная пешка · c7 чёрная пешка · f7 чёрная пешка · g7 чёрная пешка · h7 чёрная пешка · c6 чёрная пешка · e4 чёрный конь · g4 чёрный ферзь · a2 белая пешка · b2 белая пешка · c2 белая пешка · d2 белый слон · g2 белая пешка · h2 белая пешка · c1 белый король · d1 белая ладья · f1 белый слон · h1 белая ладья | a8 чёрная ладья · c8 чёрный слон · d8 белый ферзь · e8 чёрный король · h8 чёрная ладья · a7 чёрная пешка · b7 чёрная пешка · c7 чёрная пешка · f7 чёрная пешка · g7 чёрная пешка · h7 чёрная пешка · c6 чёрная пешка · e4 чёрный конь · g4 чёрный ферзь · a2 белая пешка · b2 белая пешка · c2 белая пешка · d2 белый слон · g2 белая пешка · h2 белая пешка · c1 белый король · d1 белая ладья · f1 белый слон · h1 белая ладья | a8 чёрная ладья · c8 чёрный слон · d8 белый ферзь · e8 чёрный король · h8 чёрная ладья · a7 чёрная пешка · b7 чёрная пешка · c7 чёрная пешка · f7 чёрная пешка · g7 чёрная пешка · h7 чёрная пешка · c6 чёрная пешка · e4 чёрный конь · g4 чёрный ферзь · a2 белая пешка · b2 белая пешка · c2 белая пешка · d2 белый слон · g2 белая пешка · h2 белая пешка · c1 белый король · d1 белая ладья · f1 белый слон · h1 белая ладья | a8 чёрная ладья · c8 чёрный слон · d8 белый ферзь · e8 чёрный король · h8 чёрная ладья · a7 чёрная пешка · b7 чёрная пешка · c7 чёрная пешка · f7 чёрная пешка · g7 чёрная пешка · h7 чёрная пешка · c6 чёрная пешка · e4 чёрный конь · g4 чёрный ферзь · a2 белая пешка · b2 белая пешка · c2 белая пешка · d2 белый слон · g2 белая пешка · h2 белая пешка · c1 белый король · d1 белая ладья · f1 белый слон · h1 белая ладья | a8 чёрная ладья · c8 чёрный слон · d8 белый ферзь · e8 чёрный король · h8 чёрная ладья · a7 чёрная пешка · b7 чёрная пешка · c7 чёрная пешка · f7 чёрная пешка · g7 чёрная пешка · h7 чёрная пешка · c6 чёрная пешка · e4 чёрный конь · g4 чёрный ферзь · a2 белая пешка · b2 белая пешка · c2 белая пешка · d2 белый слон · g2 белая пешка · h2 белая пешка · c1 белый король · d1 белая ладья · f1 белый слон · h1 белая ладья | a8 чёрная ладья · c8 чёрный слон · d8 белый ферзь · e8 чёрный король · h8 чёрная ладья · a7 чёрная пешка · b7 чёрная пешка · c7 чёрная пешка · f7 чёрная пешка · g7 чёрная пешка · h7 чёрная пешка · c6 чёрная пешка · e4 чёрный конь · g4 чёрный ферзь · a2 белая пешка · b2 белая пешка · c2 белая пешка · d2 белый слон · g2 белая пешка · h2 белая пешка · c1 белый король · d1 белая ладья · f1 белый слон · h1 белая ладья | a8 чёрная ладья · c8 чёрный слон · d8 белый ферзь · e8 чёрный король · h8 чёрная ладья · a7 чёрная пешка · b7 чёрная пешка · c7 чёрная пешка · f7 чёрная пешка · g7 чёрная пешка · h7 чёрная пешка · c6 чёрная пешка · e4 чёрный конь · g4 чёрный ферзь · a2 белая пешка · b2 белая пешка · c2 белая пешка · d2 белый слон · g2 белая пешка · h2 белая пешка · c1 белый король · d1 белая ладья · f1 белый слон · h1 белая ладья | 6 |
| 5 | a8 чёрная ладья · c8 чёрный слон · d8 белый ферзь · e8 чёрный король · h8 чёрная ладья · a7 чёрная пешка · b7 чёрная пешка · c7 чёрная пешка · f7 чёрная пешка · g7 чёрная пешка · h7 чёрная пешка · c6 чёрная пешка · e4 чёрный конь · g4 чёрный ферзь · a2 белая пешка · b2 белая пешка · c2 белая пешка · d2 белый слон · g2 белая пешка · h2 белая пешка · c1 белый король · d1 белая ладья · f1 белый слон · h1 белая ладья | a8 чёрная ладья · c8 чёрный слон · d8 белый ферзь · e8 чёрный король · h8 чёрная ладья · a7 чёрная пешка · b7 чёрная пешка · c7 чёрная пешка · f7 чёрная пешка · g7 чёрная пешка · h7 чёрная пешка · c6 чёрная пешка · e4 чёрный конь · g4 чёрный ферзь · a2 белая пешка · b2 белая пешка · c2 белая пешка · d2 белый слон · g2 белая пешка · h2 белая пешка · c1 белый король · d1 белая ладья · f1 белый слон · h1 белая ладья | a8 чёрная ладья · c8 чёрный слон · d8 белый ферзь · e8 чёрный король · h8 чёрная ладья · a7 чёрная пешка · b7 чёрная пешка · c7 чёрная пешка · f7 чёрная пешка · g7 чёрная пешка · h7 чёрная пешка · c6 чёрная пешка · e4 чёрный конь · g4 чёрный ферзь · a2 белая пешка · b2 белая пешка · c2 белая пешка · d2 белый слон · g2 белая пешка · h2 белая пешка · c1 белый король · d1 белая ладья · f1 белый слон · h1 белая ладья | a8 чёрная ладья · c8 чёрный слон · d8 белый ферзь · e8 чёрный король · h8 чёрная ладья · a7 чёрная пешка · b7 чёрная пешка · c7 чёрная пешка · f7 чёрная пешка · g7 чёрная пешка · h7 чёрная пешка · c6 чёрная пешка · e4 чёрный конь · g4 чёрный ферзь · a2 белая пешка · b2 белая пешка · c2 белая пешка · d2 белый слон · g2 белая пешка · h2 белая пешка · c1 белый король · d1 белая ладья · f1 белый слон · h1 белая ладья | a8 чёрная ладья · c8 чёрный слон · d8 белый ферзь · e8 чёрный король · h8 чёрная ладья · a7 чёрная пешка · b7 чёрная пешка · c7 чёрная пешка · f7 чёрная пешка · g7 чёрная пешка · h7 чёрная пешка · c6 чёрная пешка · e4 чёрный конь · g4 чёрный ферзь · a2 белая пешка · b2 белая пешка · c2 белая пешка · d2 белый слон · g2 белая пешка · h2 белая пешка · c1 белый король · d1 белая ладья · f1 белый слон · h1 белая ладья | a8 чёрная ладья · c8 чёрный слон · d8 белый ферзь · e8 чёрный король · h8 чёрная ладья · a7 чёрная пешка · b7 чёрная пешка · c7 чёрная пешка · f7 чёрная пешка · g7 чёрная пешка · h7 чёрная пешка · c6 чёрная пешка · e4 чёрный конь · g4 чёрный ферзь · a2 белая пешка · b2 белая пешка · c2 белая пешка · d2 белый слон · g2 белая пешка · h2 белая пешка · c1 белый король · d1 белая ладья · f1 белый слон · h1 белая ладья | a8 чёрная ладья · c8 чёрный слон · d8 белый ферзь · e8 чёрный король · h8 чёрная ладья · a7 чёрная пешка · b7 чёрная пешка · c7 чёрная пешка · f7 чёрная пешка · g7 чёрная пешка · h7 чёрная пешка · c6 чёрная пешка · e4 чёрный конь · g4 чёрный ферзь · a2 белая пешка · b2 белая пешка · c2 белая пешка · d2 белый слон · g2 белая пешка · h2 белая пешка · c1 белый король · d1 белая ладья · f1 белый слон · h1 белая ладья | a8 чёрная ладья · c8 чёрный слон · d8 белый ферзь · e8 чёрный король · h8 чёрная ладья · a7 чёрная пешка · b7 чёрная пешка · c7 чёрная пешка · f7 чёрная пешка · g7 чёрная пешка · h7 чёрная пешка · c6 чёрная пешка · e4 чёрный конь · g4 чёрный ферзь · a2 белая пешка · b2 белая пешка · c2 белая пешка · d2 белый слон · g2 белая пешка · h2 белая пешка · c1 белый король · d1 белая ладья · f1 белый слон · h1 белая ладья | 5 |
| 4 | a8 чёрная ладья · c8 чёрный слон · d8 белый ферзь · e8 чёрный король · h8 чёрная ладья · a7 чёрная пешка · b7 чёрная пешка · c7 чёрная пешка · f7 чёрная пешка · g7 чёрная пешка · h7 чёрная пешка · c6 чёрная пешка · e4 чёрный конь · g4 чёрный ферзь · a2 белая пешка · b2 белая пешка · c2 белая пешка · d2 белый слон · g2 белая пешка · h2 белая пешка · c1 белый король · d1 белая ладья · f1 белый слон · h1 белая ладья | a8 чёрная ладья · c8 чёрный слон · d8 белый ферзь · e8 чёрный король · h8 чёрная ладья · a7 чёрная пешка · b7 чёрная пешка · c7 чёрная пешка · f7 чёрная пешка · g7 чёрная пешка · h7 чёрная пешка · c6 чёрная пешка · e4 чёрный конь · g4 чёрный ферзь · a2 белая пешка · b2 белая пешка · c2 белая пешка · d2 белый слон · g2 белая пешка · h2 белая пешка · c1 белый король · d1 белая ладья · f1 белый слон · h1 белая ладья | a8 чёрная ладья · c8 чёрный слон · d8 белый ферзь · e8 чёрный король · h8 чёрная ладья · a7 чёрная пешка · b7 чёрная пешка · c7 чёрная пешка · f7 чёрная пешка · g7 чёрная пешка · h7 чёрная пешка · c6 чёрная пешка · e4 чёрный конь · g4 чёрный ферзь · a2 белая пешка · b2 белая пешка · c2 белая пешка · d2 белый слон · g2 белая пешка · h2 белая пешка · c1 белый король · d1 белая ладья · f1 белый слон · h1 белая ладья | a8 чёрная ладья · c8 чёрный слон · d8 белый ферзь · e8 чёрный король · h8 чёрная ладья · a7 чёрная пешка · b7 чёрная пешка · c7 чёрная пешка · f7 чёрная пешка · g7 чёрная пешка · h7 чёрная пешка · c6 чёрная пешка · e4 чёрный конь · g4 чёрный ферзь · a2 белая пешка · b2 белая пешка · c2 белая пешка · d2 белый слон · g2 белая пешка · h2 белая пешка · c1 белый король · d1 белая ладья · f1 белый слон · h1 белая ладья | a8 чёрная ладья · c8 чёрный слон · d8 белый ферзь · e8 чёрный король · h8 чёрная ладья · a7 чёрная пешка · b7 чёрная пешка · c7 чёрная пешка · f7 чёрная пешка · g7 чёрная пешка · h7 чёрная пешка · c6 чёрная пешка · e4 чёрный конь · g4 чёрный ферзь · a2 белая пешка · b2 белая пешка · c2 белая пешка · d2 белый слон · g2 белая пешка · h2 белая пешка · c1 белый король · d1 белая ладья · f1 белый слон · h1 белая ладья | a8 чёрная ладья · c8 чёрный слон · d8 белый ферзь · e8 чёрный король · h8 чёрная ладья · a7 чёрная пешка · b7 чёрная пешка · c7 чёрная пешка · f7 чёрная пешка · g7 чёрная пешка · h7 чёрная пешка · c6 чёрная пешка · e4 чёрный конь · g4 чёрный ферзь · a2 белая пешка · b2 белая пешка · c2 белая пешка · d2 белый слон · g2 белая пешка · h2 белая пешка · c1 белый король · d1 белая ладья · f1 белый слон · h1 белая ладья | a8 чёрная ладья · c8 чёрный слон · d8 белый ферзь · e8 чёрный король · h8 чёрная ладья · a7 чёрная пешка · b7 чёрная пешка · c7 чёрная пешка · f7 чёрная пешка · g7 чёрная пешка · h7 чёрная пешка · c6 чёрная пешка · e4 чёрный конь · g4 чёрный ферзь · a2 белая пешка · b2 белая пешка · c2 белая пешка · d2 белый слон · g2 белая пешка · h2 белая пешка · c1 белый король · d1 белая ладья · f1 белый слон · h1 белая ладья | a8 чёрная ладья · c8 чёрный слон · d8 белый ферзь · e8 чёрный король · h8 чёрная ладья · a7 чёрная пешка · b7 чёрная пешка · c7 чёрная пешка · f7 чёрная пешка · g7 чёрная пешка · h7 чёрная пешка · c6 чёрная пешка · e4 чёрный конь · g4 чёрный ферзь · a2 белая пешка · b2 белая пешка · c2 белая пешка · d2 белый слон · g2 белая пешка · h2 белая пешка · c1 белый король · d1 белая ладья · f1 белый слон · h1 белая ладья | 4 |
| 3 | a8 чёрная ладья · c8 чёрный слон · d8 белый ферзь · e8 чёрный король · h8 чёрная ладья · a7 чёрная пешка · b7 чёрная пешка · c7 чёрная пешка · f7 чёрная пешка · g7 чёрная пешка · h7 чёрная пешка · c6 чёрная пешка · e4 чёрный конь · g4 чёрный ферзь · a2 белая пешка · b2 белая пешка · c2 белая пешка · d2 белый слон · g2 белая пешка · h2 белая пешка · c1 белый король · d1 белая ладья · f1 белый слон · h1 белая ладья | a8 чёрная ладья · c8 чёрный слон · d8 белый ферзь · e8 чёрный король · h8 чёрная ладья · a7 чёрная пешка · b7 чёрная пешка · c7 чёрная пешка · f7 чёрная пешка · g7 чёрная пешка · h7 чёрная пешка · c6 чёрная пешка · e4 чёрный конь · g4 чёрный ферзь · a2 белая пешка · b2 белая пешка · c2 белая пешка · d2 белый слон · g2 белая пешка · h2 белая пешка · c1 белый король · d1 белая ладья · f1 белый слон · h1 белая ладья | a8 чёрная ладья · c8 чёрный слон · d8 белый ферзь · e8 чёрный король · h8 чёрная ладья · a7 чёрная пешка · b7 чёрная пешка · c7 чёрная пешка · f7 чёрная пешка · g7 чёрная пешка · h7 чёрная пешка · c6 чёрная пешка · e4 чёрный конь · g4 чёрный ферзь · a2 белая пешка · b2 белая пешка · c2 белая пешка · d2 белый слон · g2 белая пешка · h2 белая пешка · c1 белый король · d1 белая ладья · f1 белый слон · h1 белая ладья | a8 чёрная ладья · c8 чёрный слон · d8 белый ферзь · e8 чёрный король · h8 чёрная ладья · a7 чёрная пешка · b7 чёрная пешка · c7 чёрная пешка · f7 чёрная пешка · g7 чёрная пешка · h7 чёрная пешка · c6 чёрная пешка · e4 чёрный конь · g4 чёрный ферзь · a2 белая пешка · b2 белая пешка · c2 белая пешка · d2 белый слон · g2 белая пешка · h2 белая пешка · c1 белый король · d1 белая ладья · f1 белый слон · h1 белая ладья | a8 чёрная ладья · c8 чёрный слон · d8 белый ферзь · e8 чёрный король · h8 чёрная ладья · a7 чёрная пешка · b7 чёрная пешка · c7 чёрная пешка · f7 чёрная пешка · g7 чёрная пешка · h7 чёрная пешка · c6 чёрная пешка · e4 чёрный конь · g4 чёрный ферзь · a2 белая пешка · b2 белая пешка · c2 белая пешка · d2 белый слон · g2 белая пешка · h2 белая пешка · c1 белый король · d1 белая ладья · f1 белый слон · h1 белая ладья | a8 чёрная ладья · c8 чёрный слон · d8 белый ферзь · e8 чёрный король · h8 чёрная ладья · a7 чёрная пешка · b7 чёрная пешка · c7 чёрная пешка · f7 чёрная пешка · g7 чёрная пешка · h7 чёрная пешка · c6 чёрная пешка · e4 чёрный конь · g4 чёрный ферзь · a2 белая пешка · b2 белая пешка · c2 белая пешка · d2 белый слон · g2 белая пешка · h2 белая пешка · c1 белый король · d1 белая ладья · f1 белый слон · h1 белая ладья | a8 чёрная ладья · c8 чёрный слон · d8 белый ферзь · e8 чёрный король · h8 чёрная ладья · a7 чёрная пешка · b7 чёрная пешка · c7 чёрная пешка · f7 чёрная пешка · g7 чёрная пешка · h7 чёрная пешка · c6 чёрная пешка · e4 чёрный конь · g4 чёрный ферзь · a2 белая пешка · b2 белая пешка · c2 белая пешка · d2 белый слон · g2 белая пешка · h2 белая пешка · c1 белый король · d1 белая ладья · f1 белый слон · h1 белая ладья | a8 чёрная ладья · c8 чёрный слон · d8 белый ферзь · e8 чёрный король · h8 чёрная ладья · a7 чёрная пешка · b7 чёрная пешка · c7 чёрная пешка · f7 чёрная пешка · g7 чёрная пешка · h7 чёрная пешка · c6 чёрная пешка · e4 чёрный конь · g4 чёрный ферзь · a2 белая пешка · b2 белая пешка · c2 белая пешка · d2 белый слон · g2 белая пешка · h2 белая пешка · c1 белый король · d1 белая ладья · f1 белый слон · h1 белая ладья | 3 |
| 2 | a8 чёрная ладья · c8 чёрный слон · d8 белый ферзь · e8 чёрный король · h8 чёрная ладья · a7 чёрная пешка · b7 чёрная пешка · c7 чёрная пешка · f7 чёрная пешка · g7 чёрная пешка · h7 чёрная пешка · c6 чёрная пешка · e4 чёрный конь · g4 чёрный ферзь · a2 белая пешка · b2 белая пешка · c2 белая пешка · d2 белый слон · g2 белая пешка · h2 белая пешка · c1 белый король · d1 белая ладья · f1 белый слон · h1 белая ладья | a8 чёрная ладья · c8 чёрный слон · d8 белый ферзь · e8 чёрный король · h8 чёрная ладья · a7 чёрная пешка · b7 чёрная пешка · c7 чёрная пешка · f7 чёрная пешка · g7 чёрная пешка · h7 чёрная пешка · c6 чёрная пешка · e4 чёрный конь · g4 чёрный ферзь · a2 белая пешка · b2 белая пешка · c2 белая пешка · d2 белый слон · g2 белая пешка · h2 белая пешка · c1 белый король · d1 белая ладья · f1 белый слон · h1 белая ладья | a8 чёрная ладья · c8 чёрный слон · d8 белый ферзь · e8 чёрный король · h8 чёрная ладья · a7 чёрная пешка · b7 чёрная пешка · c7 чёрная пешка · f7 чёрная пешка · g7 чёрная пешка · h7 чёрная пешка · c6 чёрная пешка · e4 чёрный конь · g4 чёрный ферзь · a2 белая пешка · b2 белая пешка · c2 белая пешка · d2 белый слон · g2 белая пешка · h2 белая пешка · c1 белый король · d1 белая ладья · f1 белый слон · h1 белая ладья | a8 чёрная ладья · c8 чёрный слон · d8 белый ферзь · e8 чёрный король · h8 чёрная ладья · a7 чёрная пешка · b7 чёрная пешка · c7 чёрная пешка · f7 чёрная пешка · g7 чёрная пешка · h7 чёрная пешка · c6 чёрная пешка · e4 чёрный конь · g4 чёрный ферзь · a2 белая пешка · b2 белая пешка · c2 белая пешка · d2 белый слон · g2 белая пешка · h2 белая пешка · c1 белый король · d1 белая ладья · f1 белый слон · h1 белая ладья | a8 чёрная ладья · c8 чёрный слон · d8 белый ферзь · e8 чёрный король · h8 чёрная ладья · a7 чёрная пешка · b7 чёрная пешка · c7 чёрная пешка · f7 чёрная пешка · g7 чёрная пешка · h7 чёрная пешка · c6 чёрная пешка · e4 чёрный конь · g4 чёрный ферзь · a2 белая пешка · b2 белая пешка · c2 белая пешка · d2 белый слон · g2 белая пешка · h2 белая пешка · c1 белый король · d1 белая ладья · f1 белый слон · h1 белая ладья | a8 чёрная ладья · c8 чёрный слон · d8 белый ферзь · e8 чёрный король · h8 чёрная ладья · a7 чёрная пешка · b7 чёрная пешка · c7 чёрная пешка · f7 чёрная пешка · g7 чёрная пешка · h7 чёрная пешка · c6 чёрная пешка · e4 чёрный конь · g4 чёрный ферзь · a2 белая пешка · b2 белая пешка · c2 белая пешка · d2 белый слон · g2 белая пешка · h2 белая пешка · c1 белый король · d1 белая ладья · f1 белый слон · h1 белая ладья | a8 чёрная ладья · c8 чёрный слон · d8 белый ферзь · e8 чёрный король · h8 чёрная ладья · a7 чёрная пешка · b7 чёрная пешка · c7 чёрная пешка · f7 чёрная пешка · g7 чёрная пешка · h7 чёрная пешка · c6 чёрная пешка · e4 чёрный конь · g4 чёрный ферзь · a2 белая пешка · b2 белая пешка · c2 белая пешка · d2 белый слон · g2 белая пешка · h2 белая пешка · c1 белый король · d1 белая ладья · f1 белый слон · h1 белая ладья | a8 чёрная ладья · c8 чёрный слон · d8 белый ферзь · e8 чёрный король · h8 чёрная ладья · a7 чёрная пешка · b7 чёрная пешка · c7 чёрная пешка · f7 чёрная пешка · g7 чёрная пешка · h7 чёрная пешка · c6 чёрная пешка · e4 чёрный конь · g4 чёрный ферзь · a2 белая пешка · b2 белая пешка · c2 белая пешка · d2 белый слон · g2 белая пешка · h2 белая пешка · c1 белый король · d1 белая ладья · f1 белый слон · h1 белая ладья | 2 |
| 1 | a8 чёрная ладья · c8 чёрный слон · d8 белый ферзь · e8 чёрный король · h8 чёрная ладья · a7 чёрная пешка · b7 чёрная пешка · c7 чёрная пешка · f7 чёрная пешка · g7 чёрная пешка · h7 чёрная пешка · c6 чёрная пешка · e4 чёрный конь · g4 чёрный ферзь · a2 белая пешка · b2 белая пешка · c2 белая пешка · d2 белый слон · g2 белая пешка · h2 белая пешка · c1 белый король · d1 белая ладья · f1 белый слон · h1 белая ладья | a8 чёрная ладья · c8 чёрный слон · d8 белый ферзь · e8 чёрный король · h8 чёрная ладья · a7 чёрная пешка · b7 чёрная пешка · c7 чёрная пешка · f7 чёрная пешка · g7 чёрная пешка · h7 чёрная пешка · c6 чёрная пешка · e4 чёрный конь · g4 чёрный ферзь · a2 белая пешка · b2 белая пешка · c2 белая пешка · d2 белый слон · g2 белая пешка · h2 белая пешка · c1 белый король · d1 белая ладья · f1 белый слон · h1 белая ладья | a8 чёрная ладья · c8 чёрный слон · d8 белый ферзь · e8 чёрный король · h8 чёрная ладья · a7 чёрная пешка · b7 чёрная пешка · c7 чёрная пешка · f7 чёрная пешка · g7 чёрная пешка · h7 чёрная пешка · c6 чёрная пешка · e4 чёрный конь · g4 чёрный ферзь · a2 белая пешка · b2 белая пешка · c2 белая пешка · d2 белый слон · g2 белая пешка · h2 белая пешка · c1 белый король · d1 белая ладья · f1 белый слон · h1 белая ладья | a8 чёрная ладья · c8 чёрный слон · d8 белый ферзь · e8 чёрный король · h8 чёрная ладья · a7 чёрная пешка · b7 чёрная пешка · c7 чёрная пешка · f7 чёрная пешка · g7 чёрная пешка · h7 чёрная пешка · c6 чёрная пешка · e4 чёрный конь · g4 чёрный ферзь · a2 белая пешка · b2 белая пешка · c2 белая пешка · d2 белый слон · g2 белая пешка · h2 белая пешка · c1 белый король · d1 белая ладья · f1 белый слон · h1 белая ладья | a8 чёрная ладья · c8 чёрный слон · d8 белый ферзь · e8 чёрный король · h8 чёрная ладья · a7 чёрная пешка · b7 чёрная пешка · c7 чёрная пешка · f7 чёрная пешка · g7 чёрная пешка · h7 чёрная пешка · c6 чёрная пешка · e4 чёрный конь · g4 чёрный ферзь · a2 белая пешка · b2 белая пешка · c2 белая пешка · d2 белый слон · g2 белая пешка · h2 белая пешка · c1 белый король · d1 белая ладья · f1 белый слон · h1 белая ладья | a8 чёрная ладья · c8 чёрный слон · d8 белый ферзь · e8 чёрный король · h8 чёрная ладья · a7 чёрная пешка · b7 чёрная пешка · c7 чёрная пешка · f7 чёрная пешка · g7 чёрная пешка · h7 чёрная пешка · c6 чёрная пешка · e4 чёрный конь · g4 чёрный ферзь · a2 белая пешка · b2 белая пешка · c2 белая пешка · d2 белый слон · g2 белая пешка · h2 белая пешка · c1 белый король · d1 белая ладья · f1 белый слон · h1 белая ладья | a8 чёрная ладья · c8 чёрный слон · d8 белый ферзь · e8 чёрный король · h8 чёрная ладья · a7 чёрная пешка · b7 чёрная пешка · c7 чёрная пешка · f7 чёрная пешка · g7 чёрная пешка · h7 чёрная пешка · c6 чёрная пешка · e4 чёрный конь · g4 чёрный ферзь · a2 белая пешка · b2 белая пешка · c2 белая пешка · d2 белый слон · g2 белая пешка · h2 белая пешка · c1 белый король · d1 белая ладья · f1 белый слон · h1 белая ладья | a8 чёрная ладья · c8 чёрный слон · d8 белый ферзь · e8 чёрный король · h8 чёрная ладья · a7 чёрная пешка · b7 чёрная пешка · c7 чёрная пешка · f7 чёрная пешка · g7 чёрная пешка · h7 чёрная пешка · c6 чёрная пешка · e4 чёрный конь · g4 чёрный ферзь · a2 белая пешка · b2 белая пешка · c2 белая пешка · d2 белый слон · g2 белая пешка · h2 белая пешка · c1 белый король · d1 белая ладья · f1 белый слон · h1 белая ладья | 1 |
|   | a | b | c | d | e | f | g | h |   |

|   | a | b | c | d | e | f | g | h |   |
| - | --- | --- | --- | --- | --- | --- | --- | --- | - |
| 8 | a8 чёрная ладья · c8 чёрный слон · d8 чёрный король · h8 чёрная ладья · a7 чёрная пешка · b7 чёрная пешка · c7 чёрная пешка · f7 чёрная пешка · g7 чёрная пешка · h7 чёрная пешка · c6 чёрная пешка · g5 белый слон · e4 чёрный конь · g4 чёрный ферзь · a2 белая пешка · b2 белая пешка · c2 белая пешка · g2 белая пешка · h2 белая пешка · c1 белый король · d1 белая ладья · f1 белый слон · h1 белая ладья | a8 чёрная ладья · c8 чёрный слон · d8 чёрный король · h8 чёрная ладья · a7 чёрная пешка · b7 чёрная пешка · c7 чёрная пешка · f7 чёрная пешка · g7 чёрная пешка · h7 чёрная пешка · c6 чёрная пешка · g5 белый слон · e4 чёрный конь · g4 чёрный ферзь · a2 белая пешка · b2 белая пешка · c2 белая пешка · g2 белая пешка · h2 белая пешка · c1 белый король · d1 белая ладья · f1 белый слон · h1 белая ладья | a8 чёрная ладья · c8 чёрный слон · d8 чёрный король · h8 чёрная ладья · a7 чёрная пешка · b7 чёрная пешка · c7 чёрная пешка · f7 чёрная пешка · g7 чёрная пешка · h7 чёрная пешка · c6 чёрная пешка · g5 белый слон · e4 чёрный конь · g4 чёрный ферзь · a2 белая пешка · b2 белая пешка · c2 белая пешка · g2 белая пешка · h2 белая пешка · c1 белый король · d1 белая ладья · f1 белый слон · h1 белая ладья | a8 чёрная ладья · c8 чёрный слон · d8 чёрный король · h8 чёрная ладья · a7 чёрная пешка · b7 чёрная пешка · c7 чёрная пешка · f7 чёрная пешка · g7 чёрная пешка · h7 чёрная пешка · c6 чёрная пешка · g5 белый слон · e4 чёрный конь · g4 чёрный ферзь · a2 белая пешка · b2 белая пешка · c2 белая пешка · g2 белая пешка · h2 белая пешка · c1 белый король · d1 белая ладья · f1 белый слон · h1 белая ладья | a8 чёрная ладья · c8 чёрный слон · d8 чёрный король · h8 чёрная ладья · a7 чёрная пешка · b7 чёрная пешка · c7 чёрная пешка · f7 чёрная пешка · g7 чёрная пешка · h7 чёрная пешка · c6 чёрная пешка · g5 белый слон · e4 чёрный конь · g4 чёрный ферзь · a2 белая пешка · b2 белая пешка · c2 белая пешка · g2 белая пешка · h2 белая пешка · c1 белый король · d1 белая ладья · f1 белый слон · h1 белая ладья | a8 чёрная ладья · c8 чёрный слон · d8 чёрный король · h8 чёрная ладья · a7 чёрная пешка · b7 чёрная пешка · c7 чёрная пешка · f7 чёрная пешка · g7 чёрная пешка · h7 чёрная пешка · c6 чёрная пешка · g5 белый слон · e4 чёрный конь · g4 чёрный ферзь · a2 белая пешка · b2 белая пешка · c2 белая пешка · g2 белая пешка · h2 белая пешка · c1 белый король · d1 белая ладья · f1 белый слон · h1 белая ладья | a8 чёрная ладья · c8 чёрный слон · d8 чёрный король · h8 чёрная ладья · a7 чёрная пешка · b7 чёрная пешка · c7 чёрная пешка · f7 чёрная пешка · g7 чёрная пешка · h7 чёрная пешка · c6 чёрная пешка · g5 белый слон · e4 чёрный конь · g4 чёрный ферзь · a2 белая пешка · b2 белая пешка · c2 белая пешка · g2 белая пешка · h2 белая пешка · c1 белый король · d1 белая ладья · f1 белый слон · h1 белая ладья | a8 чёрная ладья · c8 чёрный слон · d8 чёрный король · h8 чёрная ладья · a7 чёрная пешка · b7 чёрная пешка · c7 чёрная пешка · f7 чёрная пешка · g7 чёрная пешка · h7 чёрная пешка · c6 чёрная пешка · g5 белый слон · e4 чёрный конь · g4 чёрный ферзь · a2 белая пешка · b2 белая пешка · c2 белая пешка · g2 белая пешка · h2 белая пешка · c1 белый король · d1 белая ладья · f1 белый слон · h1 белая ладья | 8 |
| 7 | a8 чёрная ладья · c8 чёрный слон · d8 чёрный король · h8 чёрная ладья · a7 чёрная пешка · b7 чёрная пешка · c7 чёрная пешка · f7 чёрная пешка · g7 чёрная пешка · h7 чёрная пешка · c6 чёрная пешка · g5 белый слон · e4 чёрный конь · g4 чёрный ферзь · a2 белая пешка · b2 белая пешка · c2 белая пешка · g2 белая пешка · h2 белая пешка · c1 белый король · d1 белая ладья · f1 белый слон · h1 белая ладья | a8 чёрная ладья · c8 чёрный слон · d8 чёрный король · h8 чёрная ладья · a7 чёрная пешка · b7 чёрная пешка · c7 чёрная пешка · f7 чёрная пешка · g7 чёрная пешка · h7 чёрная пешка · c6 чёрная пешка · g5 белый слон · e4 чёрный конь · g4 чёрный ферзь · a2 белая пешка · b2 белая пешка · c2 белая пешка · g2 белая пешка · h2 белая пешка · c1 белый король · d1 белая ладья · f1 белый слон · h1 белая ладья | a8 чёрная ладья · c8 чёрный слон · d8 чёрный король · h8 чёрная ладья · a7 чёрная пешка · b7 чёрная пешка · c7 чёрная пешка · f7 чёрная пешка · g7 чёрная пешка · h7 чёрная пешка · c6 чёрная пешка · g5 белый слон · e4 чёрный конь · g4 чёрный ферзь · a2 белая пешка · b2 белая пешка · c2 белая пешка · g2 белая пешка · h2 белая пешка · c1 белый король · d1 белая ладья · f1 белый слон · h1 белая ладья | a8 чёрная ладья · c8 чёрный слон · d8 чёрный король · h8 чёрная ладья · a7 чёрная пешка · b7 чёрная пешка · c7 чёрная пешка · f7 чёрная пешка · g7 чёрная пешка · h7 чёрная пешка · c6 чёрная пешка · g5 белый слон · e4 чёрный конь · g4 чёрный ферзь · a2 белая пешка · b2 белая пешка · c2 белая пешка · g2 белая пешка · h2 белая пешка · c1 белый король · d1 белая ладья · f1 белый слон · h1 белая ладья | a8 чёрная ладья · c8 чёрный слон · d8 чёрный король · h8 чёрная ладья · a7 чёрная пешка · b7 чёрная пешка · c7 чёрная пешка · f7 чёрная пешка · g7 чёрная пешка · h7 чёрная пешка · c6 чёрная пешка · g5 белый слон · e4 чёрный конь · g4 чёрный ферзь · a2 белая пешка · b2 белая пешка · c2 белая пешка · g2 белая пешка · h2 белая пешка · c1 белый король · d1 белая ладья · f1 белый слон · h1 белая ладья | a8 чёрная ладья · c8 чёрный слон · d8 чёрный король · h8 чёрная ладья · a7 чёрная пешка · b7 чёрная пешка · c7 чёрная пешка · f7 чёрная пешка · g7 чёрная пешка · h7 чёрная пешка · c6 чёрная пешка · g5 белый слон · e4 чёрный конь · g4 чёрный ферзь · a2 белая пешка · b2 белая пешка · c2 белая пешка · g2 белая пешка · h2 белая пешка · c1 белый король · d1 белая ладья · f1 белый слон · h1 белая ладья | a8 чёрная ладья · c8 чёрный слон · d8 чёрный король · h8 чёрная ладья · a7 чёрная пешка · b7 чёрная пешка · c7 чёрная пешка · f7 чёрная пешка · g7 чёрная пешка · h7 чёрная пешка · c6 чёрная пешка · g5 белый слон · e4 чёрный конь · g4 чёрный ферзь · a2 белая пешка · b2 белая пешка · c2 белая пешка · g2 белая пешка · h2 белая пешка · c1 белый король · d1 белая ладья · f1 белый слон · h1 белая ладья | a8 чёрная ладья · c8 чёрный слон · d8 чёрный король · h8 чёрная ладья · a7 чёрная пешка · b7 чёрная пешка · c7 чёрная пешка · f7 чёрная пешка · g7 чёрная пешка · h7 чёрная пешка · c6 чёрная пешка · g5 белый слон · e4 чёрный конь · g4 чёрный ферзь · a2 белая пешка · b2 белая пешка · c2 белая пешка · g2 белая пешка · h2 белая пешка · c1 белый король · d1 белая ладья · f1 белый слон · h1 белая ладья | 7 |
| 6 | a8 чёрная ладья · c8 чёрный слон · d8 чёрный король · h8 чёрная ладья · a7 чёрная пешка · b7 чёрная пешка · c7 чёрная пешка · f7 чёрная пешка · g7 чёрная пешка · h7 чёрная пешка · c6 чёрная пешка · g5 белый слон · e4 чёрный конь · g4 чёрный ферзь · a2 белая пешка · b2 белая пешка · c2 белая пешка · g2 белая пешка · h2 белая пешка · c1 белый король · d1 белая ладья · f1 белый слон · h1 белая ладья | a8 чёрная ладья · c8 чёрный слон · d8 чёрный король · h8 чёрная ладья · a7 чёрная пешка · b7 чёрная пешка · c7 чёрная пешка · f7 чёрная пешка · g7 чёрная пешка · h7 чёрная пешка · c6 чёрная пешка · g5 белый слон · e4 чёрный конь · g4 чёрный ферзь · a2 белая пешка · b2 белая пешка · c2 белая пешка · g2 белая пешка · h2 белая пешка · c1 белый король · d1 белая ладья · f1 белый слон · h1 белая ладья | a8 чёрная ладья · c8 чёрный слон · d8 чёрный король · h8 чёрная ладья · a7 чёрная пешка · b7 чёрная пешка · c7 чёрная пешка · f7 чёрная пешка · g7 чёрная пешка · h7 чёрная пешка · c6 чёрная пешка · g5 белый слон · e4 чёрный конь · g4 чёрный ферзь · a2 белая пешка · b2 белая пешка · c2 белая пешка · g2 белая пешка · h2 белая пешка · c1 белый король · d1 белая ладья · f1 белый слон · h1 белая ладья | a8 чёрная ладья · c8 чёрный слон · d8 чёрный король · h8 чёрная ладья · a7 чёрная пешка · b7 чёрная пешка · c7 чёрная пешка · f7 чёрная пешка · g7 чёрная пешка · h7 чёрная пешка · c6 чёрная пешка · g5 белый слон · e4 чёрный конь · g4 чёрный ферзь · a2 белая пешка · b2 белая пешка · c2 белая пешка · g2 белая пешка · h2 белая пешка · c1 белый король · d1 белая ладья · f1 белый слон · h1 белая ладья | a8 чёрная ладья · c8 чёрный слон · d8 чёрный король · h8 чёрная ладья · a7 чёрная пешка · b7 чёрная пешка · c7 чёрная пешка · f7 чёрная пешка · g7 чёрная пешка · h7 чёрная пешка · c6 чёрная пешка · g5 белый слон · e4 чёрный конь · g4 чёрный ферзь · a2 белая пешка · b2 белая пешка · c2 белая пешка · g2 белая пешка · h2 белая пешка · c1 белый король · d1 белая ладья · f1 белый слон · h1 белая ладья | a8 чёрная ладья · c8 чёрный слон · d8 чёрный король · h8 чёрная ладья · a7 чёрная пешка · b7 чёрная пешка · c7 чёрная пешка · f7 чёрная пешка · g7 чёрная пешка · h7 чёрная пешка · c6 чёрная пешка · g5 белый слон · e4 чёрный конь · g4 чёрный ферзь · a2 белая пешка · b2 белая пешка · c2 белая пешка · g2 белая пешка · h2 белая пешка · c1 белый король · d1 белая ладья · f1 белый слон · h1 белая ладья | a8 чёрная ладья · c8 чёрный слон · d8 чёрный король · h8 чёрная ладья · a7 чёрная пешка · b7 чёрная пешка · c7 чёрная пешка · f7 чёрная пешка · g7 чёрная пешка · h7 чёрная пешка · c6 чёрная пешка · g5 белый слон · e4 чёрный конь · g4 чёрный ферзь · a2 белая пешка · b2 белая пешка · c2 белая пешка · g2 белая пешка · h2 белая пешка · c1 белый король · d1 белая ладья · f1 белый слон · h1 белая ладья | a8 чёрная ладья · c8 чёрный слон · d8 чёрный король · h8 чёрная ладья · a7 чёрная пешка · b7 чёрная пешка · c7 чёрная пешка · f7 чёрная пешка · g7 чёрная пешка · h7 чёрная пешка · c6 чёрная пешка · g5 белый слон · e4 чёрный конь · g4 чёрный ферзь · a2 белая пешка · b2 белая пешка · c2 белая пешка · g2 белая пешка · h2 белая пешка · c1 белый король · d1 белая ладья · f1 белый слон · h1 белая ладья | 6 |
| 5 | a8 чёрная ладья · c8 чёрный слон · d8 чёрный король · h8 чёрная ладья · a7 чёрная пешка · b7 чёрная пешка · c7 чёрная пешка · f7 чёрная пешка · g7 чёрная пешка · h7 чёрная пешка · c6 чёрная пешка · g5 белый слон · e4 чёрный конь · g4 чёрный ферзь · a2 белая пешка · b2 белая пешка · c2 белая пешка · g2 белая пешка · h2 белая пешка · c1 белый король · d1 белая ладья · f1 белый слон · h1 белая ладья | a8 чёрная ладья · c8 чёрный слон · d8 чёрный король · h8 чёрная ладья · a7 чёрная пешка · b7 чёрная пешка · c7 чёрная пешка · f7 чёрная пешка · g7 чёрная пешка · h7 чёрная пешка · c6 чёрная пешка · g5 белый слон · e4 чёрный конь · g4 чёрный ферзь · a2 белая пешка · b2 белая пешка · c2 белая пешка · g2 белая пешка · h2 белая пешка · c1 белый король · d1 белая ладья · f1 белый слон · h1 белая ладья | a8 чёрная ладья · c8 чёрный слон · d8 чёрный король · h8 чёрная ладья · a7 чёрная пешка · b7 чёрная пешка · c7 чёрная пешка · f7 чёрная пешка · g7 чёрная пешка · h7 чёрная пешка · c6 чёрная пешка · g5 белый слон · e4 чёрный конь · g4 чёрный ферзь · a2 белая пешка · b2 белая пешка · c2 белая пешка · g2 белая пешка · h2 белая пешка · c1 белый король · d1 белая ладья · f1 белый слон · h1 белая ладья | a8 чёрная ладья · c8 чёрный слон · d8 чёрный король · h8 чёрная ладья · a7 чёрная пешка · b7 чёрная пешка · c7 чёрная пешка · f7 чёрная пешка · g7 чёрная пешка · h7 чёрная пешка · c6 чёрная пешка · g5 белый слон · e4 чёрный конь · g4 чёрный ферзь · a2 белая пешка · b2 белая пешка · c2 белая пешка · g2 белая пешка · h2 белая пешка · c1 белый король · d1 белая ладья · f1 белый слон · h1 белая ладья | a8 чёрная ладья · c8 чёрный слон · d8 чёрный король · h8 чёрная ладья · a7 чёрная пешка · b7 чёрная пешка · c7 чёрная пешка · f7 чёрная пешка · g7 чёрная пешка · h7 чёрная пешка · c6 чёрная пешка · g5 белый слон · e4 чёрный конь · g4 чёрный ферзь · a2 белая пешка · b2 белая пешка · c2 белая пешка · g2 белая пешка · h2 белая пешка · c1 белый король · d1 белая ладья · f1 белый слон · h1 белая ладья | a8 чёрная ладья · c8 чёрный слон · d8 чёрный король · h8 чёрная ладья · a7 чёрная пешка · b7 чёрная пешка · c7 чёрная пешка · f7 чёрная пешка · g7 чёрная пешка · h7 чёрная пешка · c6 чёрная пешка · g5 белый слон · e4 чёрный конь · g4 чёрный ферзь · a2 белая пешка · b2 белая пешка · c2 белая пешка · g2 белая пешка · h2 белая пешка · c1 белый король · d1 белая ладья · f1 белый слон · h1 белая ладья | a8 чёрная ладья · c8 чёрный слон · d8 чёрный король · h8 чёрная ладья · a7 чёрная пешка · b7 чёрная пешка · c7 чёрная пешка · f7 чёрная пешка · g7 чёрная пешка · h7 чёрная пешка · c6 чёрная пешка · g5 белый слон · e4 чёрный конь · g4 чёрный ферзь · a2 белая пешка · b2 белая пешка · c2 белая пешка · g2 белая пешка · h2 белая пешка · c1 белый король · d1 белая ладья · f1 белый слон · h1 белая ладья | a8 чёрная ладья · c8 чёрный слон · d8 чёрный король · h8 чёрная ладья · a7 чёрная пешка · b7 чёрная пешка · c7 чёрная пешка · f7 чёрная пешка · g7 чёрная пешка · h7 чёрная пешка · c6 чёрная пешка · g5 белый слон · e4 чёрный конь · g4 чёрный ферзь · a2 белая пешка · b2 белая пешка · c2 белая пешка · g2 белая пешка · h2 белая пешка · c1 белый король · d1 белая ладья · f1 белый слон · h1 белая ладья | 5 |
| 4 | a8 чёрная ладья · c8 чёрный слон · d8 чёрный король · h8 чёрная ладья · a7 чёрная пешка · b7 чёрная пешка · c7 чёрная пешка · f7 чёрная пешка · g7 чёрная пешка · h7 чёрная пешка · c6 чёрная пешка · g5 белый слон · e4 чёрный конь · g4 чёрный ферзь · a2 белая пешка · b2 белая пешка · c2 белая пешка · g2 белая пешка · h2 белая пешка · c1 белый король · d1 белая ладья · f1 белый слон · h1 белая ладья | a8 чёрная ладья · c8 чёрный слон · d8 чёрный король · h8 чёрная ладья · a7 чёрная пешка · b7 чёрная пешка · c7 чёрная пешка · f7 чёрная пешка · g7 чёрная пешка · h7 чёрная пешка · c6 чёрная пешка · g5 белый слон · e4 чёрный конь · g4 чёрный ферзь · a2 белая пешка · b2 белая пешка · c2 белая пешка · g2 белая пешка · h2 белая пешка · c1 белый король · d1 белая ладья · f1 белый слон · h1 белая ладья | a8 чёрная ладья · c8 чёрный слон · d8 чёрный король · h8 чёрная ладья · a7 чёрная пешка · b7 чёрная пешка · c7 чёрная пешка · f7 чёрная пешка · g7 чёрная пешка · h7 чёрная пешка · c6 чёрная пешка · g5 белый слон · e4 чёрный конь · g4 чёрный ферзь · a2 белая пешка · b2 белая пешка · c2 белая пешка · g2 белая пешка · h2 белая пешка · c1 белый король · d1 белая ладья · f1 белый слон · h1 белая ладья | a8 чёрная ладья · c8 чёрный слон · d8 чёрный король · h8 чёрная ладья · a7 чёрная пешка · b7 чёрная пешка · c7 чёрная пешка · f7 чёрная пешка · g7 чёрная пешка · h7 чёрная пешка · c6 чёрная пешка · g5 белый слон · e4 чёрный конь · g4 чёрный ферзь · a2 белая пешка · b2 белая пешка · c2 белая пешка · g2 белая пешка · h2 белая пешка · c1 белый король · d1 белая ладья · f1 белый слон · h1 белая ладья | a8 чёрная ладья · c8 чёрный слон · d8 чёрный король · h8 чёрная ладья · a7 чёрная пешка · b7 чёрная пешка · c7 чёрная пешка · f7 чёрная пешка · g7 чёрная пешка · h7 чёрная пешка · c6 чёрная пешка · g5 белый слон · e4 чёрный конь · g4 чёрный ферзь · a2 белая пешка · b2 белая пешка · c2 белая пешка · g2 белая пешка · h2 белая пешка · c1 белый король · d1 белая ладья · f1 белый слон · h1 белая ладья | a8 чёрная ладья · c8 чёрный слон · d8 чёрный король · h8 чёрная ладья · a7 чёрная пешка · b7 чёрная пешка · c7 чёрная пешка · f7 чёрная пешка · g7 чёрная пешка · h7 чёрная пешка · c6 чёрная пешка · g5 белый слон · e4 чёрный конь · g4 чёрный ферзь · a2 белая пешка · b2 белая пешка · c2 белая пешка · g2 белая пешка · h2 белая пешка · c1 белый король · d1 белая ладья · f1 белый слон · h1 белая ладья | a8 чёрная ладья · c8 чёрный слон · d8 чёрный король · h8 чёрная ладья · a7 чёрная пешка · b7 чёрная пешка · c7 чёрная пешка · f7 чёрная пешка · g7 чёрная пешка · h7 чёрная пешка · c6 чёрная пешка · g5 белый слон · e4 чёрный конь · g4 чёрный ферзь · a2 белая пешка · b2 белая пешка · c2 белая пешка · g2 белая пешка · h2 белая пешка · c1 белый король · d1 белая ладья · f1 белый слон · h1 белая ладья | a8 чёрная ладья · c8 чёрный слон · d8 чёрный король · h8 чёрная ладья · a7 чёрная пешка · b7 чёрная пешка · c7 чёрная пешка · f7 чёрная пешка · g7 чёрная пешка · h7 чёрная пешка · c6 чёрная пешка · g5 белый слон · e4 чёрный конь · g4 чёрный ферзь · a2 белая пешка · b2 белая пешка · c2 белая пешка · g2 белая пешка · h2 белая пешка · c1 белый король · d1 белая ладья · f1 белый слон · h1 белая ладья | 4 |
| 3 | a8 чёрная ладья · c8 чёрный слон · d8 чёрный король · h8 чёрная ладья · a7 чёрная пешка · b7 чёрная пешка · c7 чёрная пешка · f7 чёрная пешка · g7 чёрная пешка · h7 чёрная пешка · c6 чёрная пешка · g5 белый слон · e4 чёрный конь · g4 чёрный ферзь · a2 белая пешка · b2 белая пешка · c2 белая пешка · g2 белая пешка · h2 белая пешка · c1 белый король · d1 белая ладья · f1 белый слон · h1 белая ладья | a8 чёрная ладья · c8 чёрный слон · d8 чёрный король · h8 чёрная ладья · a7 чёрная пешка · b7 чёрная пешка · c7 чёрная пешка · f7 чёрная пешка · g7 чёрная пешка · h7 чёрная пешка · c6 чёрная пешка · g5 белый слон · e4 чёрный конь · g4 чёрный ферзь · a2 белая пешка · b2 белая пешка · c2 белая пешка · g2 белая пешка · h2 белая пешка · c1 белый король · d1 белая ладья · f1 белый слон · h1 белая ладья | a8 чёрная ладья · c8 чёрный слон · d8 чёрный король · h8 чёрная ладья · a7 чёрная пешка · b7 чёрная пешка · c7 чёрная пешка · f7 чёрная пешка · g7 чёрная пешка · h7 чёрная пешка · c6 чёрная пешка · g5 белый слон · e4 чёрный конь · g4 чёрный ферзь · a2 белая пешка · b2 белая пешка · c2 белая пешка · g2 белая пешка · h2 белая пешка · c1 белый король · d1 белая ладья · f1 белый слон · h1 белая ладья | a8 чёрная ладья · c8 чёрный слон · d8 чёрный король · h8 чёрная ладья · a7 чёрная пешка · b7 чёрная пешка · c7 чёрная пешка · f7 чёрная пешка · g7 чёрная пешка · h7 чёрная пешка · c6 чёрная пешка · g5 белый слон · e4 чёрный конь · g4 чёрный ферзь · a2 белая пешка · b2 белая пешка · c2 белая пешка · g2 белая пешка · h2 белая пешка · c1 белый король · d1 белая ладья · f1 белый слон · h1 белая ладья | a8 чёрная ладья · c8 чёрный слон · d8 чёрный король · h8 чёрная ладья · a7 чёрная пешка · b7 чёрная пешка · c7 чёрная пешка · f7 чёрная пешка · g7 чёрная пешка · h7 чёрная пешка · c6 чёрная пешка · g5 белый слон · e4 чёрный конь · g4 чёрный ферзь · a2 белая пешка · b2 белая пешка · c2 белая пешка · g2 белая пешка · h2 белая пешка · c1 белый король · d1 белая ладья · f1 белый слон · h1 белая ладья | a8 чёрная ладья · c8 чёрный слон · d8 чёрный король · h8 чёрная ладья · a7 чёрная пешка · b7 чёрная пешка · c7 чёрная пешка · f7 чёрная пешка · g7 чёрная пешка · h7 чёрная пешка · c6 чёрная пешка · g5 белый слон · e4 чёрный конь · g4 чёрный ферзь · a2 белая пешка · b2 белая пешка · c2 белая пешка · g2 белая пешка · h2 белая пешка · c1 белый король · d1 белая ладья · f1 белый слон · h1 белая ладья | a8 чёрная ладья · c8 чёрный слон · d8 чёрный король · h8 чёрная ладья · a7 чёрная пешка · b7 чёрная пешка · c7 чёрная пешка · f7 чёрная пешка · g7 чёрная пешка · h7 чёрная пешка · c6 чёрная пешка · g5 белый слон · e4 чёрный конь · g4 чёрный ферзь · a2 белая пешка · b2 белая пешка · c2 белая пешка · g2 белая пешка · h2 белая пешка · c1 белый король · d1 белая ладья · f1 белый слон · h1 белая ладья | a8 чёрная ладья · c8 чёрный слон · d8 чёрный король · h8 чёрная ладья · a7 чёрная пешка · b7 чёрная пешка · c7 чёрная пешка · f7 чёрная пешка · g7 чёрная пешка · h7 чёрная пешка · c6 чёрная пешка · g5 белый слон · e4 чёрный конь · g4 чёрный ферзь · a2 белая пешка · b2 белая пешка · c2 белая пешка · g2 белая пешка · h2 белая пешка · c1 белый король · d1 белая ладья · f1 белый слон · h1 белая ладья | 3 |
| 2 | a8 чёрная ладья · c8 чёрный слон · d8 чёрный король · h8 чёрная ладья · a7 чёрная пешка · b7 чёрная пешка · c7 чёрная пешка · f7 чёрная пешка · g7 чёрная пешка · h7 чёрная пешка · c6 чёрная пешка · g5 белый слон · e4 чёрный конь · g4 чёрный ферзь · a2 белая пешка · b2 белая пешка · c2 белая пешка · g2 белая пешка · h2 белая пешка · c1 белый король · d1 белая ладья · f1 белый слон · h1 белая ладья | a8 чёрная ладья · c8 чёрный слон · d8 чёрный король · h8 чёрная ладья · a7 чёрная пешка · b7 чёрная пешка · c7 чёрная пешка · f7 чёрная пешка · g7 чёрная пешка · h7 чёрная пешка · c6 чёрная пешка · g5 белый слон · e4 чёрный конь · g4 чёрный ферзь · a2 белая пешка · b2 белая пешка · c2 белая пешка · g2 белая пешка · h2 белая пешка · c1 белый король · d1 белая ладья · f1 белый слон · h1 белая ладья | a8 чёрная ладья · c8 чёрный слон · d8 чёрный король · h8 чёрная ладья · a7 чёрная пешка · b7 чёрная пешка · c7 чёрная пешка · f7 чёрная пешка · g7 чёрная пешка · h7 чёрная пешка · c6 чёрная пешка · g5 белый слон · e4 чёрный конь · g4 чёрный ферзь · a2 белая пешка · b2 белая пешка · c2 белая пешка · g2 белая пешка · h2 белая пешка · c1 белый король · d1 белая ладья · f1 белый слон · h1 белая ладья | a8 чёрная ладья · c8 чёрный слон · d8 чёрный король · h8 чёрная ладья · a7 чёрная пешка · b7 чёрная пешка · c7 чёрная пешка · f7 чёрная пешка · g7 чёрная пешка · h7 чёрная пешка · c6 чёрная пешка · g5 белый слон · e4 чёрный конь · g4 чёрный ферзь · a2 белая пешка · b2 белая пешка · c2 белая пешка · g2 белая пешка · h2 белая пешка · c1 белый король · d1 белая ладья · f1 белый слон · h1 белая ладья | a8 чёрная ладья · c8 чёрный слон · d8 чёрный король · h8 чёрная ладья · a7 чёрная пешка · b7 чёрная пешка · c7 чёрная пешка · f7 чёрная пешка · g7 чёрная пешка · h7 чёрная пешка · c6 чёрная пешка · g5 белый слон · e4 чёрный конь · g4 чёрный ферзь · a2 белая пешка · b2 белая пешка · c2 белая пешка · g2 белая пешка · h2 белая пешка · c1 белый король · d1 белая ладья · f1 белый слон · h1 белая ладья | a8 чёрная ладья · c8 чёрный слон · d8 чёрный король · h8 чёрная ладья · a7 чёрная пешка · b7 чёрная пешка · c7 чёрная пешка · f7 чёрная пешка · g7 чёрная пешка · h7 чёрная пешка · c6 чёрная пешка · g5 белый слон · e4 чёрный конь · g4 чёрный ферзь · a2 белая пешка · b2 белая пешка · c2 белая пешка · g2 белая пешка · h2 белая пешка · c1 белый король · d1 белая ладья · f1 белый слон · h1 белая ладья | a8 чёрная ладья · c8 чёрный слон · d8 чёрный король · h8 чёрная ладья · a7 чёрная пешка · b7 чёрная пешка · c7 чёрная пешка · f7 чёрная пешка · g7 чёрная пешка · h7 чёрная пешка · c6 чёрная пешка · g5 белый слон · e4 чёрный конь · g4 чёрный ферзь · a2 белая пешка · b2 белая пешка · c2 белая пешка · g2 белая пешка · h2 белая пешка · c1 белый король · d1 белая ладья · f1 белый слон · h1 белая ладья | a8 чёрная ладья · c8 чёрный слон · d8 чёрный король · h8 чёрная ладья · a7 чёрная пешка · b7 чёрная пешка · c7 чёрная пешка · f7 чёрная пешка · g7 чёрная пешка · h7 чёрная пешка · c6 чёрная пешка · g5 белый слон · e4 чёрный конь · g4 чёрный ферзь · a2 белая пешка · b2 белая пешка · c2 белая пешка · g2 белая пешка · h2 белая пешка · c1 белый король · d1 белая ладья · f1 белый слон · h1 белая ладья | 2 |
| 1 | a8 чёрная ладья · c8 чёрный слон · d8 чёрный король · h8 чёрная ладья · a7 чёрная пешка · b7 чёрная пешка · c7 чёрная пешка · f7 чёрная пешка · g7 чёрная пешка · h7 чёрная пешка · c6 чёрная пешка · g5 белый слон · e4 чёрный конь · g4 чёрный ферзь · a2 белая пешка · b2 белая пешка · c2 белая пешка · g2 белая пешка · h2 белая пешка · c1 белый король · d1 белая ладья · f1 белый слон · h1 белая ладья | a8 чёрная ладья · c8 чёрный слон · d8 чёрный король · h8 чёрная ладья · a7 чёрная пешка · b7 чёрная пешка · c7 чёрная пешка · f7 чёрная пешка · g7 чёрная пешка · h7 чёрная пешка · c6 чёрная пешка · g5 белый слон · e4 чёрный конь · g4 чёрный ферзь · a2 белая пешка · b2 белая пешка · c2 белая пешка · g2 белая пешка · h2 белая пешка · c1 белый король · d1 белая ладья · f1 белый слон · h1 белая ладья | a8 чёрная ладья · c8 чёрный слон · d8 чёрный король · h8 чёрная ладья · a7 чёрная пешка · b7 чёрная пешка · c7 чёрная пешка · f7 чёрная пешка · g7 чёрная пешка · h7 чёрная пешка · c6 чёрная пешка · g5 белый слон · e4 чёрный конь · g4 чёрный ферзь · a2 белая пешка · b2 белая пешка · c2 белая пешка · g2 белая пешка · h2 белая пешка · c1 белый король · d1 белая ладья · f1 белый слон · h1 белая ладья | a8 чёрная ладья · c8 чёрный слон · d8 чёрный король · h8 чёрная ладья · a7 чёрная пешка · b7 чёрная пешка · c7 чёрная пешка · f7 чёрная пешка · g7 чёрная пешка · h7 чёрная пешка · c6 чёрная пешка · g5 белый слон · e4 чёрный конь · g4 чёрный ферзь · a2 белая пешка · b2 белая пешка · c2 белая пешка · g2 белая пешка · h2 белая пешка · c1 белый король · d1 белая ладья · f1 белый слон · h1 белая ладья | a8 чёрная ладья · c8 чёрный слон · d8 чёрный король · h8 чёрная ладья · a7 чёрная пешка · b7 чёрная пешка · c7 чёрная пешка · f7 чёрная пешка · g7 чёрная пешка · h7 чёрная пешка · c6 чёрная пешка · g5 белый слон · e4 чёрный конь · g4 чёрный ферзь · a2 белая пешка · b2 белая пешка · c2 белая пешка · g2 белая пешка · h2 белая пешка · c1 белый король · d1 белая ладья · f1 белый слон · h1 белая ладья | a8 чёрная ладья · c8 чёрный слон · d8 чёрный король · h8 чёрная ладья · a7 чёрная пешка · b7 чёрная пешка · c7 чёрная пешка · f7 чёрная пешка · g7 чёрная пешка · h7 чёрная пешка · c6 чёрная пешка · g5 белый слон · e4 чёрный конь · g4 чёрный ферзь · a2 белая пешка · b2 белая пешка · c2 белая пешка · g2 белая пешка · h2 белая пешка · c1 белый король · d1 белая ладья · f1 белый слон · h1 белая ладья | a8 чёрная ладья · c8 чёрный слон · d8 чёрный король · h8 чёрная ладья · a7 чёрная пешка · b7 чёрная пешка · c7 чёрная пешка · f7 чёрная пешка · g7 чёрная пешка · h7 чёрная пешка · c6 чёрная пешка · g5 белый слон · e4 чёрный конь · g4 чёрный ферзь · a2 белая пешка · b2 белая пешка · c2 белая пешка · g2 белая пешка · h2 белая пешка · c1 белый король · d1 белая ладья · f1 белый слон · h1 белая ладья | a8 чёрная ладья · c8 чёрный слон · d8 чёрный король · h8 чёрная ладья · a7 чёрная пешка · b7 чёрная пешка · c7 чёрная пешка · f7 чёрная пешка · g7 чёрная пешка · h7 чёрная пешка · c6 чёрная пешка · g5 белый слон · e4 чёрный конь · g4 чёрный ферзь · a2 белая пешка · b2 белая пешка · c2 белая пешка · g2 белая пешка · h2 белая пешка · c1 белый король · d1 белая ладья · f1 белый слон · h1 белая ладья | 1 |
|   | a | b | c | d | e | f | g | h |   |

|   | a | b | c | d | e | f | g | h |   |
| - | --- | --- | --- | --- | --- | --- | --- | --- | - |
| 8 | a8 чёрная ладья · c8 чёрный слон · d8 белая ладья · e8 чёрный король · h8 чёрная ладья · a7 чёрная пешка · b7 чёрная пешка · c7 чёрная пешка · f7 чёрная пешка · g7 чёрная пешка · h7 чёрная пешка · c6 чёрная пешка · g5 белый слон · e4 чёрный конь · g4 чёрный ферзь · a2 белая пешка · b2 белая пешка · c2 белая пешка · g2 белая пешка · h2 белая пешка · c1 белый король · f1 белый слон · h1 белая ладья | a8 чёрная ладья · c8 чёрный слон · d8 белая ладья · e8 чёрный король · h8 чёрная ладья · a7 чёрная пешка · b7 чёрная пешка · c7 чёрная пешка · f7 чёрная пешка · g7 чёрная пешка · h7 чёрная пешка · c6 чёрная пешка · g5 белый слон · e4 чёрный конь · g4 чёрный ферзь · a2 белая пешка · b2 белая пешка · c2 белая пешка · g2 белая пешка · h2 белая пешка · c1 белый король · f1 белый слон · h1 белая ладья | a8 чёрная ладья · c8 чёрный слон · d8 белая ладья · e8 чёрный король · h8 чёрная ладья · a7 чёрная пешка · b7 чёрная пешка · c7 чёрная пешка · f7 чёрная пешка · g7 чёрная пешка · h7 чёрная пешка · c6 чёрная пешка · g5 белый слон · e4 чёрный конь · g4 чёрный ферзь · a2 белая пешка · b2 белая пешка · c2 белая пешка · g2 белая пешка · h2 белая пешка · c1 белый король · f1 белый слон · h1 белая ладья | a8 чёрная ладья · c8 чёрный слон · d8 белая ладья · e8 чёрный король · h8 чёрная ладья · a7 чёрная пешка · b7 чёрная пешка · c7 чёрная пешка · f7 чёрная пешка · g7 чёрная пешка · h7 чёрная пешка · c6 чёрная пешка · g5 белый слон · e4 чёрный конь · g4 чёрный ферзь · a2 белая пешка · b2 белая пешка · c2 белая пешка · g2 белая пешка · h2 белая пешка · c1 белый король · f1 белый слон · h1 белая ладья | a8 чёрная ладья · c8 чёрный слон · d8 белая ладья · e8 чёрный король · h8 чёрная ладья · a7 чёрная пешка · b7 чёрная пешка · c7 чёрная пешка · f7 чёрная пешка · g7 чёрная пешка · h7 чёрная пешка · c6 чёрная пешка · g5 белый слон · e4 чёрный конь · g4 чёрный ферзь · a2 белая пешка · b2 белая пешка · c2 белая пешка · g2 белая пешка · h2 белая пешка · c1 белый король · f1 белый слон · h1 белая ладья | a8 чёрная ладья · c8 чёрный слон · d8 белая ладья · e8 чёрный король · h8 чёрная ладья · a7 чёрная пешка · b7 чёрная пешка · c7 чёрная пешка · f7 чёрная пешка · g7 чёрная пешка · h7 чёрная пешка · c6 чёрная пешка · g5 белый слон · e4 чёрный конь · g4 чёрный ферзь · a2 белая пешка · b2 белая пешка · c2 белая пешка · g2 белая пешка · h2 белая пешка · c1 белый король · f1 белый слон · h1 белая ладья | a8 чёрная ладья · c8 чёрный слон · d8 белая ладья · e8 чёрный король · h8 чёрная ладья · a7 чёрная пешка · b7 чёрная пешка · c7 чёрная пешка · f7 чёрная пешка · g7 чёрная пешка · h7 чёрная пешка · c6 чёрная пешка · g5 белый слон · e4 чёрный конь · g4 чёрный ферзь · a2 белая пешка · b2 белая пешка · c2 белая пешка · g2 белая пешка · h2 белая пешка · c1 белый король · f1 белый слон · h1 белая ладья | a8 чёрная ладья · c8 чёрный слон · d8 белая ладья · e8 чёрный король · h8 чёрная ладья · a7 чёрная пешка · b7 чёрная пешка · c7 чёрная пешка · f7 чёрная пешка · g7 чёрная пешка · h7 чёрная пешка · c6 чёрная пешка · g5 белый слон · e4 чёрный конь · g4 чёрный ферзь · a2 белая пешка · b2 белая пешка · c2 белая пешка · g2 белая пешка · h2 белая пешка · c1 белый король · f1 белый слон · h1 белая ладья | 8 |
| 7 | a8 чёрная ладья · c8 чёрный слон · d8 белая ладья · e8 чёрный король · h8 чёрная ладья · a7 чёрная пешка · b7 чёрная пешка · c7 чёрная пешка · f7 чёрная пешка · g7 чёрная пешка · h7 чёрная пешка · c6 чёрная пешка · g5 белый слон · e4 чёрный конь · g4 чёрный ферзь · a2 белая пешка · b2 белая пешка · c2 белая пешка · g2 белая пешка · h2 белая пешка · c1 белый король · f1 белый слон · h1 белая ладья | a8 чёрная ладья · c8 чёрный слон · d8 белая ладья · e8 чёрный король · h8 чёрная ладья · a7 чёрная пешка · b7 чёрная пешка · c7 чёрная пешка · f7 чёрная пешка · g7 чёрная пешка · h7 чёрная пешка · c6 чёрная пешка · g5 белый слон · e4 чёрный конь · g4 чёрный ферзь · a2 белая пешка · b2 белая пешка · c2 белая пешка · g2 белая пешка · h2 белая пешка · c1 белый король · f1 белый слон · h1 белая ладья | a8 чёрная ладья · c8 чёрный слон · d8 белая ладья · e8 чёрный король · h8 чёрная ладья · a7 чёрная пешка · b7 чёрная пешка · c7 чёрная пешка · f7 чёрная пешка · g7 чёрная пешка · h7 чёрная пешка · c6 чёрная пешка · g5 белый слон · e4 чёрный конь · g4 чёрный ферзь · a2 белая пешка · b2 белая пешка · c2 белая пешка · g2 белая пешка · h2 белая пешка · c1 белый король · f1 белый слон · h1 белая ладья | a8 чёрная ладья · c8 чёрный слон · d8 белая ладья · e8 чёрный король · h8 чёрная ладья · a7 чёрная пешка · b7 чёрная пешка · c7 чёрная пешка · f7 чёрная пешка · g7 чёрная пешка · h7 чёрная пешка · c6 чёрная пешка · g5 белый слон · e4 чёрный конь · g4 чёрный ферзь · a2 белая пешка · b2 белая пешка · c2 белая пешка · g2 белая пешка · h2 белая пешка · c1 белый король · f1 белый слон · h1 белая ладья | a8 чёрная ладья · c8 чёрный слон · d8 белая ладья · e8 чёрный король · h8 чёрная ладья · a7 чёрная пешка · b7 чёрная пешка · c7 чёрная пешка · f7 чёрная пешка · g7 чёрная пешка · h7 чёрная пешка · c6 чёрная пешка · g5 белый слон · e4 чёрный конь · g4 чёрный ферзь · a2 белая пешка · b2 белая пешка · c2 белая пешка · g2 белая пешка · h2 белая пешка · c1 белый король · f1 белый слон · h1 белая ладья | a8 чёрная ладья · c8 чёрный слон · d8 белая ладья · e8 чёрный король · h8 чёрная ладья · a7 чёрная пешка · b7 чёрная пешка · c7 чёрная пешка · f7 чёрная пешка · g7 чёрная пешка · h7 чёрная пешка · c6 чёрная пешка · g5 белый слон · e4 чёрный конь · g4 чёрный ферзь · a2 белая пешка · b2 белая пешка · c2 белая пешка · g2 белая пешка · h2 белая пешка · c1 белый король · f1 белый слон · h1 белая ладья | a8 чёрная ладья · c8 чёрный слон · d8 белая ладья · e8 чёрный король · h8 чёрная ладья · a7 чёрная пешка · b7 чёрная пешка · c7 чёрная пешка · f7 чёрная пешка · g7 чёрная пешка · h7 чёрная пешка · c6 чёрная пешка · g5 белый слон · e4 чёрный конь · g4 чёрный ферзь · a2 белая пешка · b2 белая пешка · c2 белая пешка · g2 белая пешка · h2 белая пешка · c1 белый король · f1 белый слон · h1 белая ладья | a8 чёрная ладья · c8 чёрный слон · d8 белая ладья · e8 чёрный король · h8 чёрная ладья · a7 чёрная пешка · b7 чёрная пешка · c7 чёрная пешка · f7 чёрная пешка · g7 чёрная пешка · h7 чёрная пешка · c6 чёрная пешка · g5 белый слон · e4 чёрный конь · g4 чёрный ферзь · a2 белая пешка · b2 белая пешка · c2 белая пешка · g2 белая пешка · h2 белая пешка · c1 белый король · f1 белый слон · h1 белая ладья | 7 |
| 6 | a8 чёрная ладья · c8 чёрный слон · d8 белая ладья · e8 чёрный король · h8 чёрная ладья · a7 чёрная пешка · b7 чёрная пешка · c7 чёрная пешка · f7 чёрная пешка · g7 чёрная пешка · h7 чёрная пешка · c6 чёрная пешка · g5 белый слон · e4 чёрный конь · g4 чёрный ферзь · a2 белая пешка · b2 белая пешка · c2 белая пешка · g2 белая пешка · h2 белая пешка · c1 белый король · f1 белый слон · h1 белая ладья | a8 чёрная ладья · c8 чёрный слон · d8 белая ладья · e8 чёрный король · h8 чёрная ладья · a7 чёрная пешка · b7 чёрная пешка · c7 чёрная пешка · f7 чёрная пешка · g7 чёрная пешка · h7 чёрная пешка · c6 чёрная пешка · g5 белый слон · e4 чёрный конь · g4 чёрный ферзь · a2 белая пешка · b2 белая пешка · c2 белая пешка · g2 белая пешка · h2 белая пешка · c1 белый король · f1 белый слон · h1 белая ладья | a8 чёрная ладья · c8 чёрный слон · d8 белая ладья · e8 чёрный король · h8 чёрная ладья · a7 чёрная пешка · b7 чёрная пешка · c7 чёрная пешка · f7 чёрная пешка · g7 чёрная пешка · h7 чёрная пешка · c6 чёрная пешка · g5 белый слон · e4 чёрный конь · g4 чёрный ферзь · a2 белая пешка · b2 белая пешка · c2 белая пешка · g2 белая пешка · h2 белая пешка · c1 белый король · f1 белый слон · h1 белая ладья | a8 чёрная ладья · c8 чёрный слон · d8 белая ладья · e8 чёрный король · h8 чёрная ладья · a7 чёрная пешка · b7 чёрная пешка · c7 чёрная пешка · f7 чёрная пешка · g7 чёрная пешка · h7 чёрная пешка · c6 чёрная пешка · g5 белый слон · e4 чёрный конь · g4 чёрный ферзь · a2 белая пешка · b2 белая пешка · c2 белая пешка · g2 белая пешка · h2 белая пешка · c1 белый король · f1 белый слон · h1 белая ладья | a8 чёрная ладья · c8 чёрный слон · d8 белая ладья · e8 чёрный король · h8 чёрная ладья · a7 чёрная пешка · b7 чёрная пешка · c7 чёрная пешка · f7 чёрная пешка · g7 чёрная пешка · h7 чёрная пешка · c6 чёрная пешка · g5 белый слон · e4 чёрный конь · g4 чёрный ферзь · a2 белая пешка · b2 белая пешка · c2 белая пешка · g2 белая пешка · h2 белая пешка · c1 белый король · f1 белый слон · h1 белая ладья | a8 чёрная ладья · c8 чёрный слон · d8 белая ладья · e8 чёрный король · h8 чёрная ладья · a7 чёрная пешка · b7 чёрная пешка · c7 чёрная пешка · f7 чёрная пешка · g7 чёрная пешка · h7 чёрная пешка · c6 чёрная пешка · g5 белый слон · e4 чёрный конь · g4 чёрный ферзь · a2 белая пешка · b2 белая пешка · c2 белая пешка · g2 белая пешка · h2 белая пешка · c1 белый король · f1 белый слон · h1 белая ладья | a8 чёрная ладья · c8 чёрный слон · d8 белая ладья · e8 чёрный король · h8 чёрная ладья · a7 чёрная пешка · b7 чёрная пешка · c7 чёрная пешка · f7 чёрная пешка · g7 чёрная пешка · h7 чёрная пешка · c6 чёрная пешка · g5 белый слон · e4 чёрный конь · g4 чёрный ферзь · a2 белая пешка · b2 белая пешка · c2 белая пешка · g2 белая пешка · h2 белая пешка · c1 белый король · f1 белый слон · h1 белая ладья | a8 чёрная ладья · c8 чёрный слон · d8 белая ладья · e8 чёрный король · h8 чёрная ладья · a7 чёрная пешка · b7 чёрная пешка · c7 чёрная пешка · f7 чёрная пешка · g7 чёрная пешка · h7 чёрная пешка · c6 чёрная пешка · g5 белый слон · e4 чёрный конь · g4 чёрный ферзь · a2 белая пешка · b2 белая пешка · c2 белая пешка · g2 белая пешка · h2 белая пешка · c1 белый король · f1 белый слон · h1 белая ладья | 6 |
| 5 | a8 чёрная ладья · c8 чёрный слон · d8 белая ладья · e8 чёрный король · h8 чёрная ладья · a7 чёрная пешка · b7 чёрная пешка · c7 чёрная пешка · f7 чёрная пешка · g7 чёрная пешка · h7 чёрная пешка · c6 чёрная пешка · g5 белый слон · e4 чёрный конь · g4 чёрный ферзь · a2 белая пешка · b2 белая пешка · c2 белая пешка · g2 белая пешка · h2 белая пешка · c1 белый король · f1 белый слон · h1 белая ладья | a8 чёрная ладья · c8 чёрный слон · d8 белая ладья · e8 чёрный король · h8 чёрная ладья · a7 чёрная пешка · b7 чёрная пешка · c7 чёрная пешка · f7 чёрная пешка · g7 чёрная пешка · h7 чёрная пешка · c6 чёрная пешка · g5 белый слон · e4 чёрный конь · g4 чёрный ферзь · a2 белая пешка · b2 белая пешка · c2 белая пешка · g2 белая пешка · h2 белая пешка · c1 белый король · f1 белый слон · h1 белая ладья | a8 чёрная ладья · c8 чёрный слон · d8 белая ладья · e8 чёрный король · h8 чёрная ладья · a7 чёрная пешка · b7 чёрная пешка · c7 чёрная пешка · f7 чёрная пешка · g7 чёрная пешка · h7 чёрная пешка · c6 чёрная пешка · g5 белый слон · e4 чёрный конь · g4 чёрный ферзь · a2 белая пешка · b2 белая пешка · c2 белая пешка · g2 белая пешка · h2 белая пешка · c1 белый король · f1 белый слон · h1 белая ладья | a8 чёрная ладья · c8 чёрный слон · d8 белая ладья · e8 чёрный король · h8 чёрная ладья · a7 чёрная пешка · b7 чёрная пешка · c7 чёрная пешка · f7 чёрная пешка · g7 чёрная пешка · h7 чёрная пешка · c6 чёрная пешка · g5 белый слон · e4 чёрный конь · g4 чёрный ферзь · a2 белая пешка · b2 белая пешка · c2 белая пешка · g2 белая пешка · h2 белая пешка · c1 белый король · f1 белый слон · h1 белая ладья | a8 чёрная ладья · c8 чёрный слон · d8 белая ладья · e8 чёрный король · h8 чёрная ладья · a7 чёрная пешка · b7 чёрная пешка · c7 чёрная пешка · f7 чёрная пешка · g7 чёрная пешка · h7 чёрная пешка · c6 чёрная пешка · g5 белый слон · e4 чёрный конь · g4 чёрный ферзь · a2 белая пешка · b2 белая пешка · c2 белая пешка · g2 белая пешка · h2 белая пешка · c1 белый король · f1 белый слон · h1 белая ладья | a8 чёрная ладья · c8 чёрный слон · d8 белая ладья · e8 чёрный король · h8 чёрная ладья · a7 чёрная пешка · b7 чёрная пешка · c7 чёрная пешка · f7 чёрная пешка · g7 чёрная пешка · h7 чёрная пешка · c6 чёрная пешка · g5 белый слон · e4 чёрный конь · g4 чёрный ферзь · a2 белая пешка · b2 белая пешка · c2 белая пешка · g2 белая пешка · h2 белая пешка · c1 белый король · f1 белый слон · h1 белая ладья | a8 чёрная ладья · c8 чёрный слон · d8 белая ладья · e8 чёрный король · h8 чёрная ладья · a7 чёрная пешка · b7 чёрная пешка · c7 чёрная пешка · f7 чёрная пешка · g7 чёрная пешка · h7 чёрная пешка · c6 чёрная пешка · g5 белый слон · e4 чёрный конь · g4 чёрный ферзь · a2 белая пешка · b2 белая пешка · c2 белая пешка · g2 белая пешка · h2 белая пешка · c1 белый король · f1 белый слон · h1 белая ладья | a8 чёрная ладья · c8 чёрный слон · d8 белая ладья · e8 чёрный король · h8 чёрная ладья · a7 чёрная пешка · b7 чёрная пешка · c7 чёрная пешка · f7 чёрная пешка · g7 чёрная пешка · h7 чёрная пешка · c6 чёрная пешка · g5 белый слон · e4 чёрный конь · g4 чёрный ферзь · a2 белая пешка · b2 белая пешка · c2 белая пешка · g2 белая пешка · h2 белая пешка · c1 белый король · f1 белый слон · h1 белая ладья | 5 |
| 4 | a8 чёрная ладья · c8 чёрный слон · d8 белая ладья · e8 чёрный король · h8 чёрная ладья · a7 чёрная пешка · b7 чёрная пешка · c7 чёрная пешка · f7 чёрная пешка · g7 чёрная пешка · h7 чёрная пешка · c6 чёрная пешка · g5 белый слон · e4 чёрный конь · g4 чёрный ферзь · a2 белая пешка · b2 белая пешка · c2 белая пешка · g2 белая пешка · h2 белая пешка · c1 белый король · f1 белый слон · h1 белая ладья | a8 чёрная ладья · c8 чёрный слон · d8 белая ладья · e8 чёрный король · h8 чёрная ладья · a7 чёрная пешка · b7 чёрная пешка · c7 чёрная пешка · f7 чёрная пешка · g7 чёрная пешка · h7 чёрная пешка · c6 чёрная пешка · g5 белый слон · e4 чёрный конь · g4 чёрный ферзь · a2 белая пешка · b2 белая пешка · c2 белая пешка · g2 белая пешка · h2 белая пешка · c1 белый король · f1 белый слон · h1 белая ладья | a8 чёрная ладья · c8 чёрный слон · d8 белая ладья · e8 чёрный король · h8 чёрная ладья · a7 чёрная пешка · b7 чёрная пешка · c7 чёрная пешка · f7 чёрная пешка · g7 чёрная пешка · h7 чёрная пешка · c6 чёрная пешка · g5 белый слон · e4 чёрный конь · g4 чёрный ферзь · a2 белая пешка · b2 белая пешка · c2 белая пешка · g2 белая пешка · h2 белая пешка · c1 белый король · f1 белый слон · h1 белая ладья | a8 чёрная ладья · c8 чёрный слон · d8 белая ладья · e8 чёрный король · h8 чёрная ладья · a7 чёрная пешка · b7 чёрная пешка · c7 чёрная пешка · f7 чёрная пешка · g7 чёрная пешка · h7 чёрная пешка · c6 чёрная пешка · g5 белый слон · e4 чёрный конь · g4 чёрный ферзь · a2 белая пешка · b2 белая пешка · c2 белая пешка · g2 белая пешка · h2 белая пешка · c1 белый король · f1 белый слон · h1 белая ладья | a8 чёрная ладья · c8 чёрный слон · d8 белая ладья · e8 чёрный король · h8 чёрная ладья · a7 чёрная пешка · b7 чёрная пешка · c7 чёрная пешка · f7 чёрная пешка · g7 чёрная пешка · h7 чёрная пешка · c6 чёрная пешка · g5 белый слон · e4 чёрный конь · g4 чёрный ферзь · a2 белая пешка · b2 белая пешка · c2 белая пешка · g2 белая пешка · h2 белая пешка · c1 белый король · f1 белый слон · h1 белая ладья | a8 чёрная ладья · c8 чёрный слон · d8 белая ладья · e8 чёрный король · h8 чёрная ладья · a7 чёрная пешка · b7 чёрная пешка · c7 чёрная пешка · f7 чёрная пешка · g7 чёрная пешка · h7 чёрная пешка · c6 чёрная пешка · g5 белый слон · e4 чёрный конь · g4 чёрный ферзь · a2 белая пешка · b2 белая пешка · c2 белая пешка · g2 белая пешка · h2 белая пешка · c1 белый король · f1 белый слон · h1 белая ладья | a8 чёрная ладья · c8 чёрный слон · d8 белая ладья · e8 чёрный король · h8 чёрная ладья · a7 чёрная пешка · b7 чёрная пешка · c7 чёрная пешка · f7 чёрная пешка · g7 чёрная пешка · h7 чёрная пешка · c6 чёрная пешка · g5 белый слон · e4 чёрный конь · g4 чёрный ферзь · a2 белая пешка · b2 белая пешка · c2 белая пешка · g2 белая пешка · h2 белая пешка · c1 белый король · f1 белый слон · h1 белая ладья | a8 чёрная ладья · c8 чёрный слон · d8 белая ладья · e8 чёрный король · h8 чёрная ладья · a7 чёрная пешка · b7 чёрная пешка · c7 чёрная пешка · f7 чёрная пешка · g7 чёрная пешка · h7 чёрная пешка · c6 чёрная пешка · g5 белый слон · e4 чёрный конь · g4 чёрный ферзь · a2 белая пешка · b2 белая пешка · c2 белая пешка · g2 белая пешка · h2 белая пешка · c1 белый король · f1 белый слон · h1 белая ладья | 4 |
| 3 | a8 чёрная ладья · c8 чёрный слон · d8 белая ладья · e8 чёрный король · h8 чёрная ладья · a7 чёрная пешка · b7 чёрная пешка · c7 чёрная пешка · f7 чёрная пешка · g7 чёрная пешка · h7 чёрная пешка · c6 чёрная пешка · g5 белый слон · e4 чёрный конь · g4 чёрный ферзь · a2 белая пешка · b2 белая пешка · c2 белая пешка · g2 белая пешка · h2 белая пешка · c1 белый король · f1 белый слон · h1 белая ладья | a8 чёрная ладья · c8 чёрный слон · d8 белая ладья · e8 чёрный король · h8 чёрная ладья · a7 чёрная пешка · b7 чёрная пешка · c7 чёрная пешка · f7 чёрная пешка · g7 чёрная пешка · h7 чёрная пешка · c6 чёрная пешка · g5 белый слон · e4 чёрный конь · g4 чёрный ферзь · a2 белая пешка · b2 белая пешка · c2 белая пешка · g2 белая пешка · h2 белая пешка · c1 белый король · f1 белый слон · h1 белая ладья | a8 чёрная ладья · c8 чёрный слон · d8 белая ладья · e8 чёрный король · h8 чёрная ладья · a7 чёрная пешка · b7 чёрная пешка · c7 чёрная пешка · f7 чёрная пешка · g7 чёрная пешка · h7 чёрная пешка · c6 чёрная пешка · g5 белый слон · e4 чёрный конь · g4 чёрный ферзь · a2 белая пешка · b2 белая пешка · c2 белая пешка · g2 белая пешка · h2 белая пешка · c1 белый король · f1 белый слон · h1 белая ладья | a8 чёрная ладья · c8 чёрный слон · d8 белая ладья · e8 чёрный король · h8 чёрная ладья · a7 чёрная пешка · b7 чёрная пешка · c7 чёрная пешка · f7 чёрная пешка · g7 чёрная пешка · h7 чёрная пешка · c6 чёрная пешка · g5 белый слон · e4 чёрный конь · g4 чёрный ферзь · a2 белая пешка · b2 белая пешка · c2 белая пешка · g2 белая пешка · h2 белая пешка · c1 белый король · f1 белый слон · h1 белая ладья | a8 чёрная ладья · c8 чёрный слон · d8 белая ладья · e8 чёрный король · h8 чёрная ладья · a7 чёрная пешка · b7 чёрная пешка · c7 чёрная пешка · f7 чёрная пешка · g7 чёрная пешка · h7 чёрная пешка · c6 чёрная пешка · g5 белый слон · e4 чёрный конь · g4 чёрный ферзь · a2 белая пешка · b2 белая пешка · c2 белая пешка · g2 белая пешка · h2 белая пешка · c1 белый король · f1 белый слон · h1 белая ладья | a8 чёрная ладья · c8 чёрный слон · d8 белая ладья · e8 чёрный король · h8 чёрная ладья · a7 чёрная пешка · b7 чёрная пешка · c7 чёрная пешка · f7 чёрная пешка · g7 чёрная пешка · h7 чёрная пешка · c6 чёрная пешка · g5 белый слон · e4 чёрный конь · g4 чёрный ферзь · a2 белая пешка · b2 белая пешка · c2 белая пешка · g2 белая пешка · h2 белая пешка · c1 белый король · f1 белый слон · h1 белая ладья | a8 чёрная ладья · c8 чёрный слон · d8 белая ладья · e8 чёрный король · h8 чёрная ладья · a7 чёрная пешка · b7 чёрная пешка · c7 чёрная пешка · f7 чёрная пешка · g7 чёрная пешка · h7 чёрная пешка · c6 чёрная пешка · g5 белый слон · e4 чёрный конь · g4 чёрный ферзь · a2 белая пешка · b2 белая пешка · c2 белая пешка · g2 белая пешка · h2 белая пешка · c1 белый король · f1 белый слон · h1 белая ладья | a8 чёрная ладья · c8 чёрный слон · d8 белая ладья · e8 чёрный король · h8 чёрная ладья · a7 чёрная пешка · b7 чёрная пешка · c7 чёрная пешка · f7 чёрная пешка · g7 чёрная пешка · h7 чёрная пешка · c6 чёрная пешка · g5 белый слон · e4 чёрный конь · g4 чёрный ферзь · a2 белая пешка · b2 белая пешка · c2 белая пешка · g2 белая пешка · h2 белая пешка · c1 белый король · f1 белый слон · h1 белая ладья | 3 |
| 2 | a8 чёрная ладья · c8 чёрный слон · d8 белая ладья · e8 чёрный король · h8 чёрная ладья · a7 чёрная пешка · b7 чёрная пешка · c7 чёрная пешка · f7 чёрная пешка · g7 чёрная пешка · h7 чёрная пешка · c6 чёрная пешка · g5 белый слон · e4 чёрный конь · g4 чёрный ферзь · a2 белая пешка · b2 белая пешка · c2 белая пешка · g2 белая пешка · h2 белая пешка · c1 белый король · f1 белый слон · h1 белая ладья | a8 чёрная ладья · c8 чёрный слон · d8 белая ладья · e8 чёрный король · h8 чёрная ладья · a7 чёрная пешка · b7 чёрная пешка · c7 чёрная пешка · f7 чёрная пешка · g7 чёрная пешка · h7 чёрная пешка · c6 чёрная пешка · g5 белый слон · e4 чёрный конь · g4 чёрный ферзь · a2 белая пешка · b2 белая пешка · c2 белая пешка · g2 белая пешка · h2 белая пешка · c1 белый король · f1 белый слон · h1 белая ладья | a8 чёрная ладья · c8 чёрный слон · d8 белая ладья · e8 чёрный король · h8 чёрная ладья · a7 чёрная пешка · b7 чёрная пешка · c7 чёрная пешка · f7 чёрная пешка · g7 чёрная пешка · h7 чёрная пешка · c6 чёрная пешка · g5 белый слон · e4 чёрный конь · g4 чёрный ферзь · a2 белая пешка · b2 белая пешка · c2 белая пешка · g2 белая пешка · h2 белая пешка · c1 белый король · f1 белый слон · h1 белая ладья | a8 чёрная ладья · c8 чёрный слон · d8 белая ладья · e8 чёрный король · h8 чёрная ладья · a7 чёрная пешка · b7 чёрная пешка · c7 чёрная пешка · f7 чёрная пешка · g7 чёрная пешка · h7 чёрная пешка · c6 чёрная пешка · g5 белый слон · e4 чёрный конь · g4 чёрный ферзь · a2 белая пешка · b2 белая пешка · c2 белая пешка · g2 белая пешка · h2 белая пешка · c1 белый король · f1 белый слон · h1 белая ладья | a8 чёрная ладья · c8 чёрный слон · d8 белая ладья · e8 чёрный король · h8 чёрная ладья · a7 чёрная пешка · b7 чёрная пешка · c7 чёрная пешка · f7 чёрная пешка · g7 чёрная пешка · h7 чёрная пешка · c6 чёрная пешка · g5 белый слон · e4 чёрный конь · g4 чёрный ферзь · a2 белая пешка · b2 белая пешка · c2 белая пешка · g2 белая пешка · h2 белая пешка · c1 белый король · f1 белый слон · h1 белая ладья | a8 чёрная ладья · c8 чёрный слон · d8 белая ладья · e8 чёрный король · h8 чёрная ладья · a7 чёрная пешка · b7 чёрная пешка · c7 чёрная пешка · f7 чёрная пешка · g7 чёрная пешка · h7 чёрная пешка · c6 чёрная пешка · g5 белый слон · e4 чёрный конь · g4 чёрный ферзь · a2 белая пешка · b2 белая пешка · c2 белая пешка · g2 белая пешка · h2 белая пешка · c1 белый король · f1 белый слон · h1 белая ладья | a8 чёрная ладья · c8 чёрный слон · d8 белая ладья · e8 чёрный король · h8 чёрная ладья · a7 чёрная пешка · b7 чёрная пешка · c7 чёрная пешка · f7 чёрная пешка · g7 чёрная пешка · h7 чёрная пешка · c6 чёрная пешка · g5 белый слон · e4 чёрный конь · g4 чёрный ферзь · a2 белая пешка · b2 белая пешка · c2 белая пешка · g2 белая пешка · h2 белая пешка · c1 белый король · f1 белый слон · h1 белая ладья | a8 чёрная ладья · c8 чёрный слон · d8 белая ладья · e8 чёрный король · h8 чёрная ладья · a7 чёрная пешка · b7 чёрная пешка · c7 чёрная пешка · f7 чёрная пешка · g7 чёрная пешка · h7 чёрная пешка · c6 чёрная пешка · g5 белый слон · e4 чёрный конь · g4 чёрный ферзь · a2 белая пешка · b2 белая пешка · c2 белая пешка · g2 белая пешка · h2 белая пешка · c1 белый король · f1 белый слон · h1 белая ладья | 2 |
| 1 | a8 чёрная ладья · c8 чёрный слон · d8 белая ладья · e8 чёрный король · h8 чёрная ладья · a7 чёрная пешка · b7 чёрная пешка · c7 чёрная пешка · f7 чёрная пешка · g7 чёрная пешка · h7 чёрная пешка · c6 чёрная пешка · g5 белый слон · e4 чёрный конь · g4 чёрный ферзь · a2 белая пешка · b2 белая пешка · c2 белая пешка · g2 белая пешка · h2 белая пешка · c1 белый король · f1 белый слон · h1 белая ладья | a8 чёрная ладья · c8 чёрный слон · d8 белая ладья · e8 чёрный король · h8 чёрная ладья · a7 чёрная пешка · b7 чёрная пешка · c7 чёрная пешка · f7 чёрная пешка · g7 чёрная пешка · h7 чёрная пешка · c6 чёрная пешка · g5 белый слон · e4 чёрный конь · g4 чёрный ферзь · a2 белая пешка · b2 белая пешка · c2 белая пешка · g2 белая пешка · h2 белая пешка · c1 белый король · f1 белый слон · h1 белая ладья | a8 чёрная ладья · c8 чёрный слон · d8 белая ладья · e8 чёрный король · h8 чёрная ладья · a7 чёрная пешка · b7 чёрная пешка · c7 чёрная пешка · f7 чёрная пешка · g7 чёрная пешка · h7 чёрная пешка · c6 чёрная пешка · g5 белый слон · e4 чёрный конь · g4 чёрный ферзь · a2 белая пешка · b2 белая пешка · c2 белая пешка · g2 белая пешка · h2 белая пешка · c1 белый король · f1 белый слон · h1 белая ладья | a8 чёрная ладья · c8 чёрный слон · d8 белая ладья · e8 чёрный король · h8 чёрная ладья · a7 чёрная пешка · b7 чёрная пешка · c7 чёрная пешка · f7 чёрная пешка · g7 чёрная пешка · h7 чёрная пешка · c6 чёрная пешка · g5 белый слон · e4 чёрный конь · g4 чёрный ферзь · a2 белая пешка · b2 белая пешка · c2 белая пешка · g2 белая пешка · h2 белая пешка · c1 белый король · f1 белый слон · h1 белая ладья | a8 чёрная ладья · c8 чёрный слон · d8 белая ладья · e8 чёрный король · h8 чёрная ладья · a7 чёрная пешка · b7 чёрная пешка · c7 чёрная пешка · f7 чёрная пешка · g7 чёрная пешка · h7 чёрная пешка · c6 чёрная пешка · g5 белый слон · e4 чёрный конь · g4 чёрный ферзь · a2 белая пешка · b2 белая пешка · c2 белая пешка · g2 белая пешка · h2 белая пешка · c1 белый король · f1 белый слон · h1 белая ладья | a8 чёрная ладья · c8 чёрный слон · d8 белая ладья · e8 чёрный король · h8 чёрная ладья · a7 чёрная пешка · b7 чёрная пешка · c7 чёрная пешка · f7 чёрная пешка · g7 чёрная пешка · h7 чёрная пешка · c6 чёрная пешка · g5 белый слон · e4 чёрный конь · g4 чёрный ферзь · a2 белая пешка · b2 белая пешка · c2 белая пешка · g2 белая пешка · h2 белая пешка · c1 белый король · f1 белый слон · h1 белая ладья | a8 чёрная ладья · c8 чёрный слон · d8 белая ладья · e8 чёрный король · h8 чёрная ладья · a7 чёрная пешка · b7 чёрная пешка · c7 чёрная пешка · f7 чёрная пешка · g7 чёрная пешка · h7 чёрная пешка · c6 чёрная пешка · g5 белый слон · e4 чёрный конь · g4 чёрный ферзь · a2 белая пешка · b2 белая пешка · c2 белая пешка · g2 белая пешка · h2 белая пешка · c1 белый король · f1 белый слон · h1 белая ладья | a8 чёрная ладья · c8 чёрный слон · d8 белая ладья · e8 чёрный король · h8 чёрная ладья · a7 чёрная пешка · b7 чёрная пешка · c7 чёрная пешка · f7 чёрная пешка · g7 чёрная пешка · h7 чёрная пешка · c6 чёрная пешка · g5 белый слон · e4 чёрный конь · g4 чёрный ферзь · a2 белая пешка · b2 белая пешка · c2 белая пешка · g2 белая пешка · h2 белая пешка · c1 белый король · f1 белый слон · h1 белая ладья | 1 |
|   | a | b | c | d | e | f | g | h |   |